# Très Riches Heures

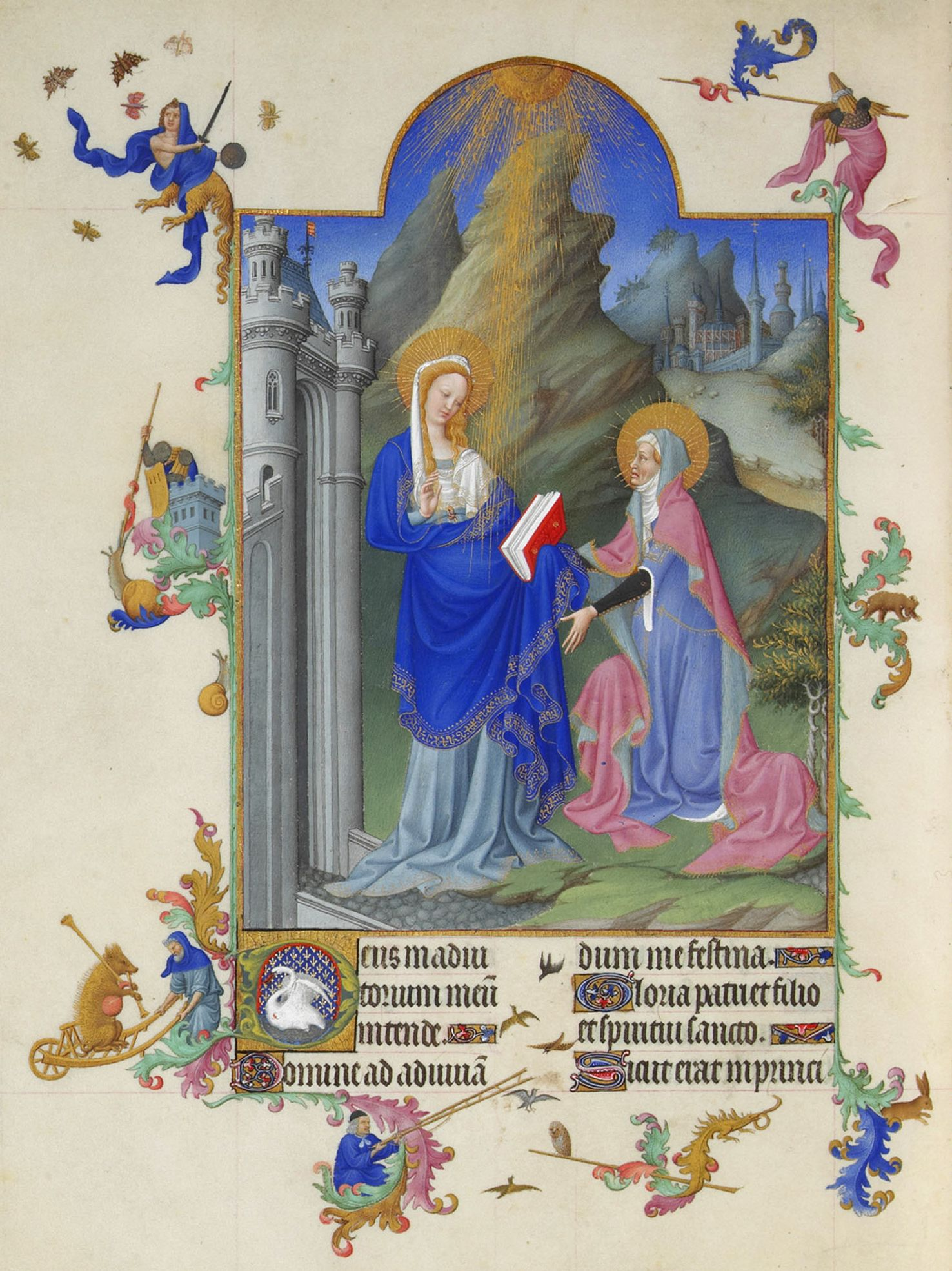
Das Blatt „Mariä Heimsuchung“ im Stundenbuch des Herzogs von Berry

Das Stundenbuch des Herzogs von Berry (französisch Les Très riches heures du Duc de Berry bzw. kurz Très Riches Heures) ist das berühmteste illustrierte Manuskript des 15. Jahrhunderts bzw. berühmteste Stundenbuch. Es handelt sich um ein ausgesprochen reichhaltig verziertes Stundenbuch, das 208 Blätter mit 21,5 cm Breite und 30 cm Höhe enthält, von denen etwa die Hälfte ganzseitig bebildert sind. Wegen dieser prächtigen Ausstattung und der kunstvollen Ausführung zählt das Buch zu den größten Meisterwerken der Buchmalerei. Insbesondere die Kalenderblätter besitzen zudem einen hohen dokumentarischen Wert für die Kenntnis der Lebensformen und Anschauungen der damaligen Zeit. Das Originalmanuskript befindet sich heute im Musée Condé im Schloss Chantilly, ist jedoch, außer nach Voranmeldung für Fachgelehrte, nur als Faksimile zu besichtigen.
Das Stundenbuch wurde in der Zeit zwischen etwa 1410 und 1416 von den Brüdern von Limburg für ihren Dienstherrn Johann von Berry gemalt, jedoch nicht fertiggestellt, da sowohl ihr Dienstherr als auch die drei Brüder Johan, Paul und Hermann im Laufe des Jahres 1416 starben (möglicherweise an einer Pestepidemie). Herzog Karl I. aus dem Haus Savoyen beauftragte Jean Colombe, die Malereien zu vervollständigen. Das Manuskript wurde in den Jahren 1485 bis 1489 fertiggestellt.
Bellosi hat 1975, kurz nach der Veröffentlichung von Millard Meiss’ drittem Band zu Painting in the time of Jean de Berry (1974), als erster darauf hingewiesen, dass darüber hinaus um die Mitte des 15. Jahrhunderts ein weiterer Künstler an der Vollendung mitgewirkt haben muss, dem Edmond Pognon den Namen „Meister der Schatten“ gab und der nach wie vor nicht eindeutig identifiziert ist. Möglicherweise handelt es sich um Bartholomäus van Eyck, was allerdings zuletzt von Reynolds angezweifelt wurde. Das überaus reich ausgestattete Werk enthält zahlreiche sehr humorvolle Anspielungen in den Randzeichnungen. So ist beispielsweise in der linken unteren Ecke des Blattes „Mariä Heimsuchung“ ein auf einer Schubkarre sitzendes Schwein zu sehen, das Dudelsack spielt, ein Ritter kämpft gegen eine Schnecke, und am unteren Rand versucht ein Pfarrer, mit der Leimrute Vögel zu fangen.

## Der Auftraggeber Herzog von Berry

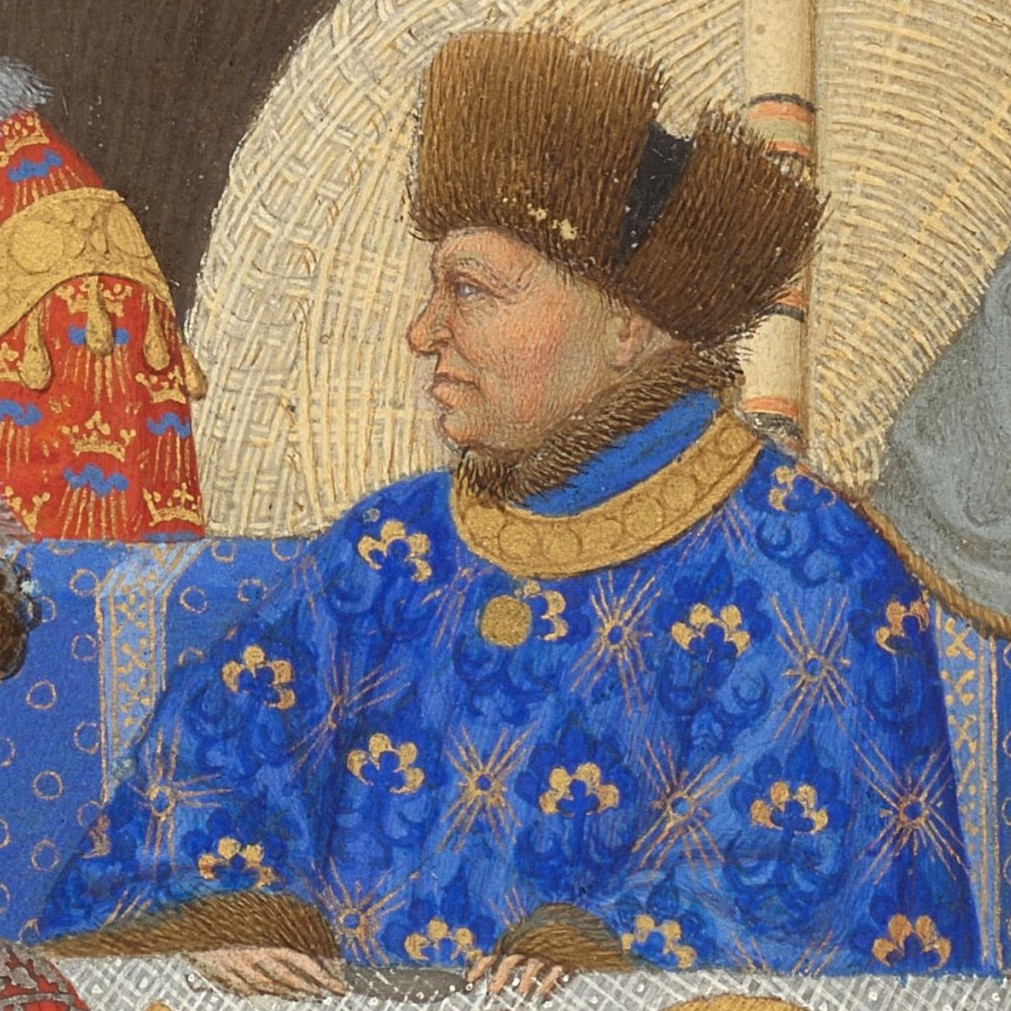
Darstellung des Jean de Valois, duc de Berry im Januar-Bild der Très Riches Heures

Johann von Berry war der dritte Sohn von Johannes dem Guten, König von Frankreich. Seine Brüder waren der französische König Karl V. und der Herzog des Burgund, Philipp II. Jean Duc de Berry gilt als einer der größten Kunstmäzene der Geschichte. In seinem Herrschaftsgebiet wurden zu seinen Lebzeiten zahlreiche Kirchen und Schlösser restauriert oder neu errichtet. Seine Sammelleidenschaft galt wertvollem Schmuck, Raritäten aus der Natur, Porträts von Zeitgenossen sowie gerade auch Stundenbüchern.

## Bedeutung und Aufbau der Kalenderblätter
Die Kalenderblätter sind in diesem Stundenbuch zur Hauptsache geworden: Die Très Riches Heures sind eine jener seltenen Handschriften, in denen jedes Monatsbild eine ganze eigene Seite einnimmt. Zudem erfahren wir durch sie sehr viel über die Lebensformen und Anschauungen der damaligen Zeit. Während die gängigen Stundenbücher Jahreszeiten und Monatsarbeiten eher zeichenhaft wiedergeben, zeigen die ganzseitigen Bilder der Très Riches Heures die für jeden Monat typischen Tätigkeiten vor einer von der jeweiligen Jahreszeit geprägten Landschaft. Dabei ist im Hintergrund meist eines der Schlösser des Herzogs oder des französischen Königs in historisch exakter Darstellung zu sehen.
Jedes Bild wird von einer Lünette gekrönt. Diese zeigt in einem äußeren Bogen in blauem camaieu die dem jeweiligen Monat zugeordneten Sternzeichen in monochromem Blau vor dem Hintergrund goldener Sterne. Darunter zeigt ein Halbkreis die herrschende Planetengottheit, ebenfalls in blauem camaieu dargestellt als Mann, der eine strahlende Sonne gleich einer Monstranz präsentiert, auf einem Wagen, der von zwei Pferden gezogen wird. Das Vorbild für diesen Sonnenwagen stammt von einer Medaille, die sich heute in der Bibliothèque Nationale befindet und Kaiser Heraclius darstellt, wie er das wahre Kreuz nach Jerusalem bringt. Eine Kopie dieser Münze gehörte auch zur Sammlung des Herzogs von Berry.
Diese Lünetten wurden durchgängig von den Brüdern von Limburg geschaffen, möglicherweise alle zur gleichen Zeit, weil sogar das später ganz von Jean Colombe gemalte November-Blatt eine genau zu den anderen passende Lünette zeigt. Dagegen wurden die astronomisch-astrologischen Angaben, welche die Sternzeichen sowie die Planetengottheit im Halbkreis umrahmen und die Kalenderblätter im eigentlichen Sinn zum Kalender machen, nicht auf allen Blättern eingetragen; nur das goldene Raster ist überall schon vorgegeben.

## Die einzelnen Kalenderblätter

### Januar

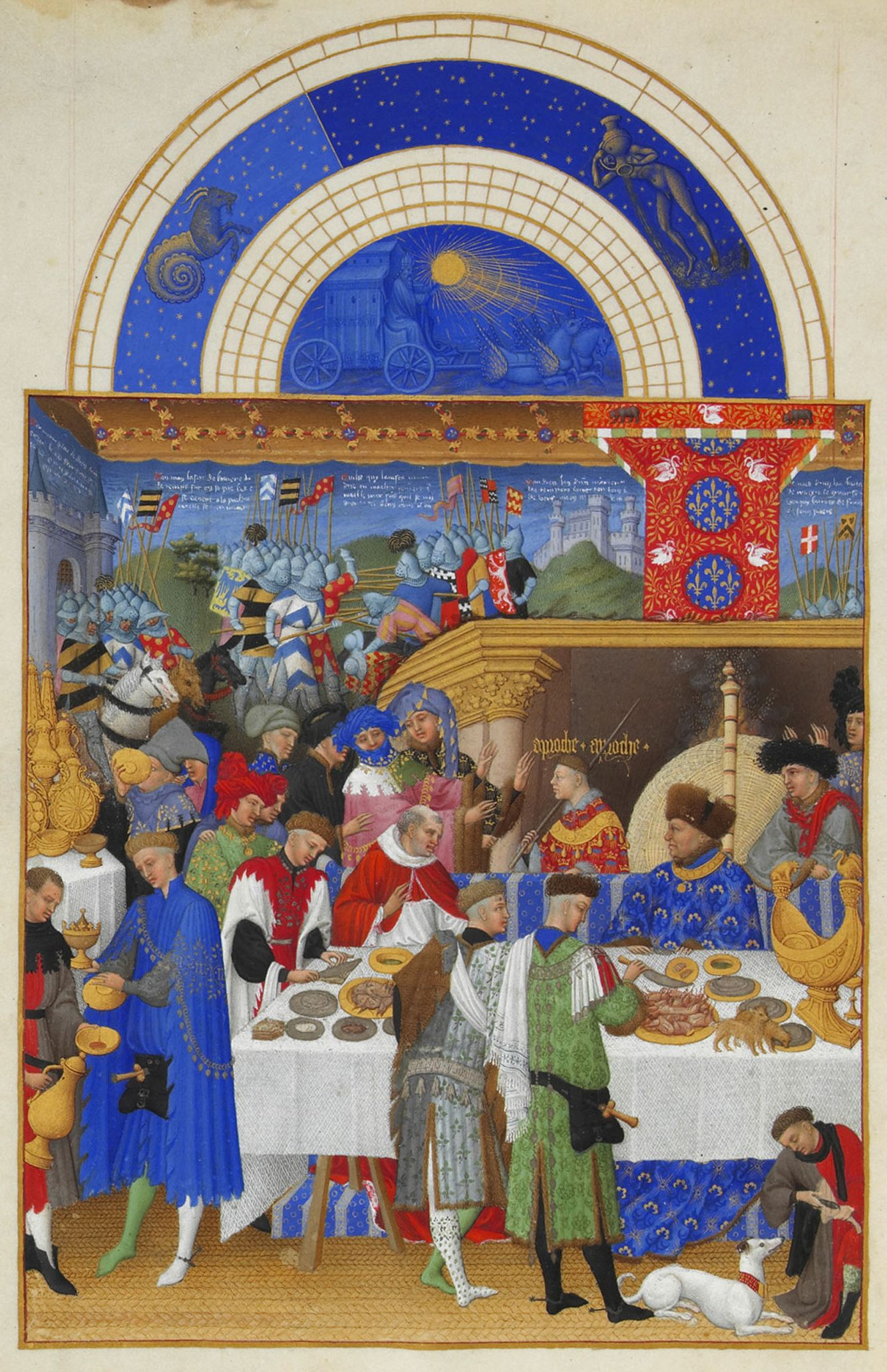
Der Monat Januar

Zu Lebenszeiten der Brüder Limburg wurde der Monat Januar angedeutet, indem man in einem Medaillon den doppelköpfigen Gott Ianus darstellte. Die Brüder Limburg haben dieses Motiv in ihrem Kalenderblatt aufgegriffen und leicht abgewandelt.
Die Rolle des Janus hat hier der Duc de Berry, also der Auftraggeber der Maler selbst eingenommen, der dem Bildbetrachter sein Profil zuwendet. Gehüllt ist er in ein leuchtend blaues Gewand, das in kostbarem Ultramarinblau, der Lieblingsfarbe des Herzogs, gemalt wurde.
Blau ist auch die Bank, auf der der Herzog Platz genommen hat. Neben ihm sitzt nur eine einzige weitere Person – allerdings in gebührendem Abstand. Dargestellt ist vermutlich Martin Gouge de Charpaigne, Bischof von Chartres, der zu den bevorzugten Gesprächspartnern des Herzogs zählte und wie dieser ein großer Freund aufwändiger Handschriften und Buchmalereien war.
Die besondere Rolle, die der Herzog auf diesem Kalenderblatt innehat, wird auch durch den Wandschirm betont, der ihn vor der Hitze des Feuers schützen soll. Der Wandschirm wirkt wie ein Nimbus, vor dessen gelblicher Farbe sich das blaue Gewand und die Pelzmütze des Herzogs wirkungsvoll abheben. Direkt über dem Wandschirm befindet sich ein Baldachin, auf dessen rotem Untergrund man das blaue Lilienwappen und die beiden Wappentiere des Herzogs sieht, den Schwan und den Bären. Die Kombination der goldenen Fleurs de lys auf blauem Grund (das traditionelle Symbol der Krone von Frankreich) mit den persönlichen Wappentieren des Herzogs weist diesen als Angehörigen der königlichen Familie aus.
Ein in den Farben des Baldachins livrierter Zeremonienmeister ruft die zum Neujahrsempfang Zugelassenen herbei. Die Eintretenden heben die Handflächen zum Feuer, um sich zu wärmen: Eine Geste, die im Mittelalter so selbstverständlich war, dass das Feuer selbst als Erklärung nicht benötigt oder, wie hier, nur angedeutet wurde. (Auch die Strohmatten auf dem Fußboden sollen gegen die Kälte schützen.) Unter den neu Eingetretenen befinden sich zwei Männer mit grauen Wollmützen. Bei ihnen könnte es sich um (Selbst-)Porträts Paul von Limburgs (rechts) und eines seiner Brüder handeln. Hinter dem Herzog stützt sich ein junger Mann lässig auf die Rückenlehne der Sitzbank. Diese Geste demonstriert Vertraulichkeit; es dürfte sich um einen Verwandten des Herzogs, wenigstens aber um einen jungen Fürsten aus seinem Gefolge handeln. Die Identität des Dargestellten konnte bislang allerdings nicht geklärt werden.
Am rechten Bildrand ist ein typisches mittelalterliches Tafelgerät zu sehen, ein sogenanntes Salzschiff. Dieses Tafelgerät ist in den Inventarverzeichnissen des Herzogs ausführlich beschrieben und ebenfalls von Bär und Schwan gekrönt. Das Pendant zu dem Salzschiff befindet sich am linken Bildrand. Dort zeigt das Schaubord weitere Gerätschaften aus der Gold- und Silberkammer des Herzogs sowie darunter zwei Höflinge, die mit einzelnen Gerätschaften hantieren. Derartige Pokale, Schalen etc. fanden nicht nur auf der Tafel Verwendung, sondern waren auch als Geschenke beliebt. Mit ihnen wurde belohnt, manchmal auch bezahlt, und es ist denkbar, dass die auffällige Schaustellung auf dem Bord links aus Anlass dieses Neujahrsempfangs in einem solchen Kontext zu sehen ist.
Die Tapisserie, die den Raum nach hinten abschließt, zeigt – wie aus dem nur unvollständig entzifferbaren Text hervorgeht – eine Szene aus dem Trojanischen Krieg, ausgeführt in den Kostümen der Entstehungszeit des Blattes um 1400 (‚historische‘ Darstellungen setzen sich erst später durch).

### Februar

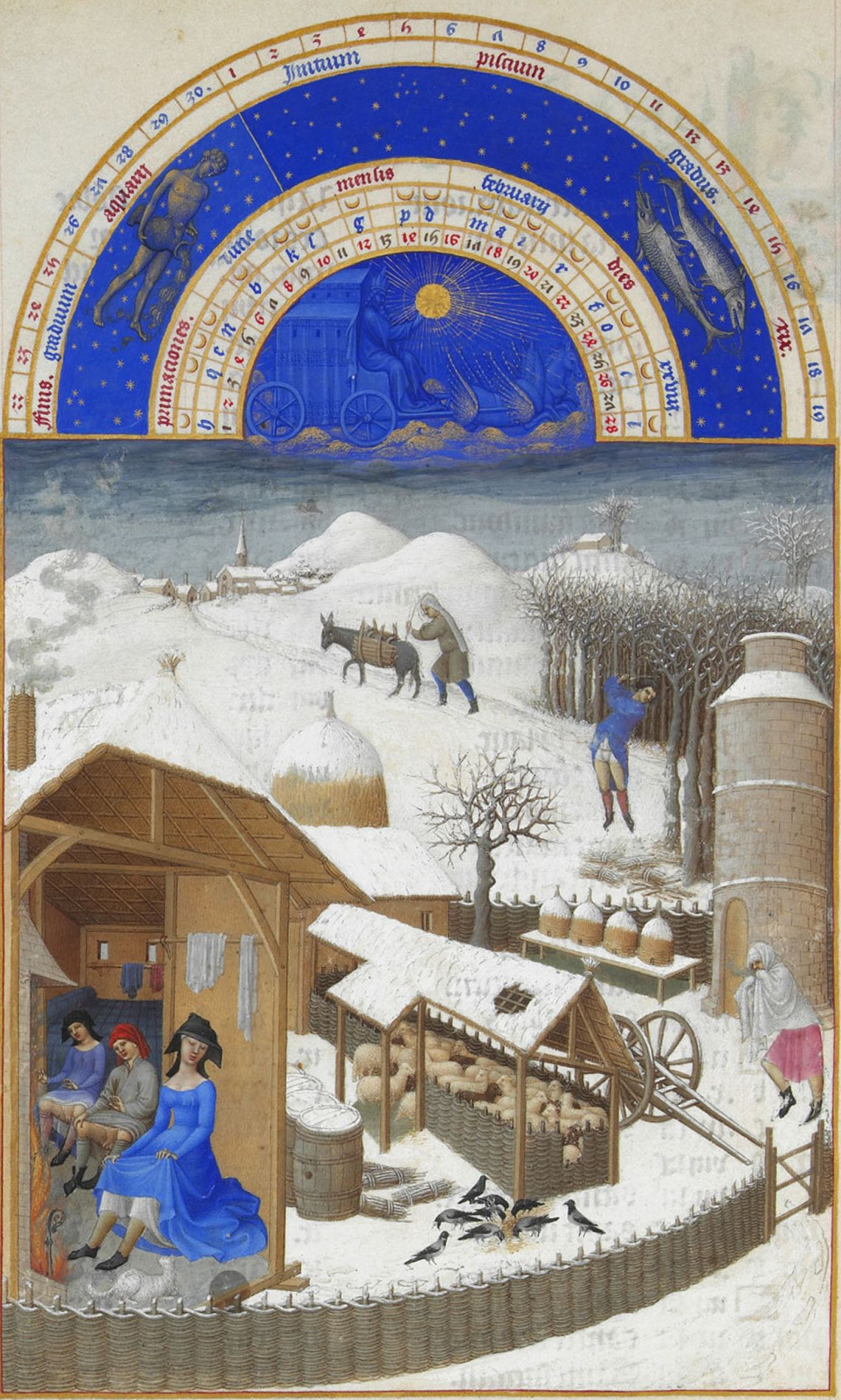
Der Monat Februar

In deutlichem Kontrast zum höfischen Prunk des Januar-Blattes wird der Februar mit einer Szene aus dem Leben der einfachen Leute, genauer aus dem Landleben dargestellt. Fast 90 % der Menschen jener Zeit arbeiteten in der Landwirtschaft; viele waren Unfreie in den verschiedensten regionalen Ausprägungen.
Unter dunkelgrauem Himmel zeigt sich die weiß verschneite Landschaft umso intensiver und deutlicher konturiert. Im Hintergrund duckt sich ein schneebedecktes Dorf zwischen den Hügeln. Ein Mann mit einem Esel schreitet darauf zu, ein anderer Mann schlägt Holz, und im Vordergrund findet sich das traditionelle Motiv für den Februar: Ein Mann, der sich am Feuer wärmt.
Der Maler hat die Wand des Hauses weggelassen, sodass man das Bauernpaar und die elegante Dame (deren Anwesenheit erklärungsbedürftig bleibt) dabei beobachten kann, wie sie – genau wie in der herrschaftlichen Burg – die Hände zum Feuer erheben, um sie daran zu wärmen: die universale Geste in kalter Jahreszeit. Das Feuer ist das Zentrum des Hauses: Kochstelle, Licht- und Wärmequelle zugleich. Das Bauernpaar zieht ungeniert die Kleidung hoch, um die Wärme an den Körper heranzulassen. Die adlige Dame wendet den Kopf ab: Noch sind Anstands- und Schamregeln standesabhängig; sie können sich wohl auch nur herausbilden und befolgt werden, wo Menschen nicht ganz so eng zusammenleben wie in der bäuerlichen Hütte. Die Ausstattung des Zimmers bildet einen Gegensatz zur herrschaftlichen Burg des Januar-Bildes: Auf dem Fußboden gibt es keine wärmedämmenden Strohmatten, an den Wänden hängt Wäsche an Stelle wertvoller Tapisserien, es wird keinerlei Hausrat dargestellt.
Draußen sieht man Bündel von Feuerholz. Die großen, kräftigen Scheite gehören in die Kamine der Herrschaft, die Bauern bekommen nur, was übrig bleibt. Eine vor Kälte dick vermummte Gestalt strebt dem Haus zu. Aus dem Kamin steigt Rauch auf.
Die Schafe drängen sich eng zusammen. Nebelkrähen suchen in nächster Nähe nach Futter, da sie im gefrorenen Boden sonst nichts finden. Die Bienenstöcke sind leer: Im Herbst wurden sie ausgeräuchert, neue Völker fing man erst im Frühling ein (Honig war der wichtigste Süßstoff jener Zeit). Das große Gebilde, das an einen Wachturm erinnert, ist ein Taubenhaus: Tauben galten auch im Mittelalter als Delikatesse. Noch wichtiger jedoch war die Verwendung ihrer Exkremente als Dünger.
Das Februar-Blatt zeigt insgesamt eine naturnahe Empfindung, die zu jener Zeit noch sehr selten war.

### März

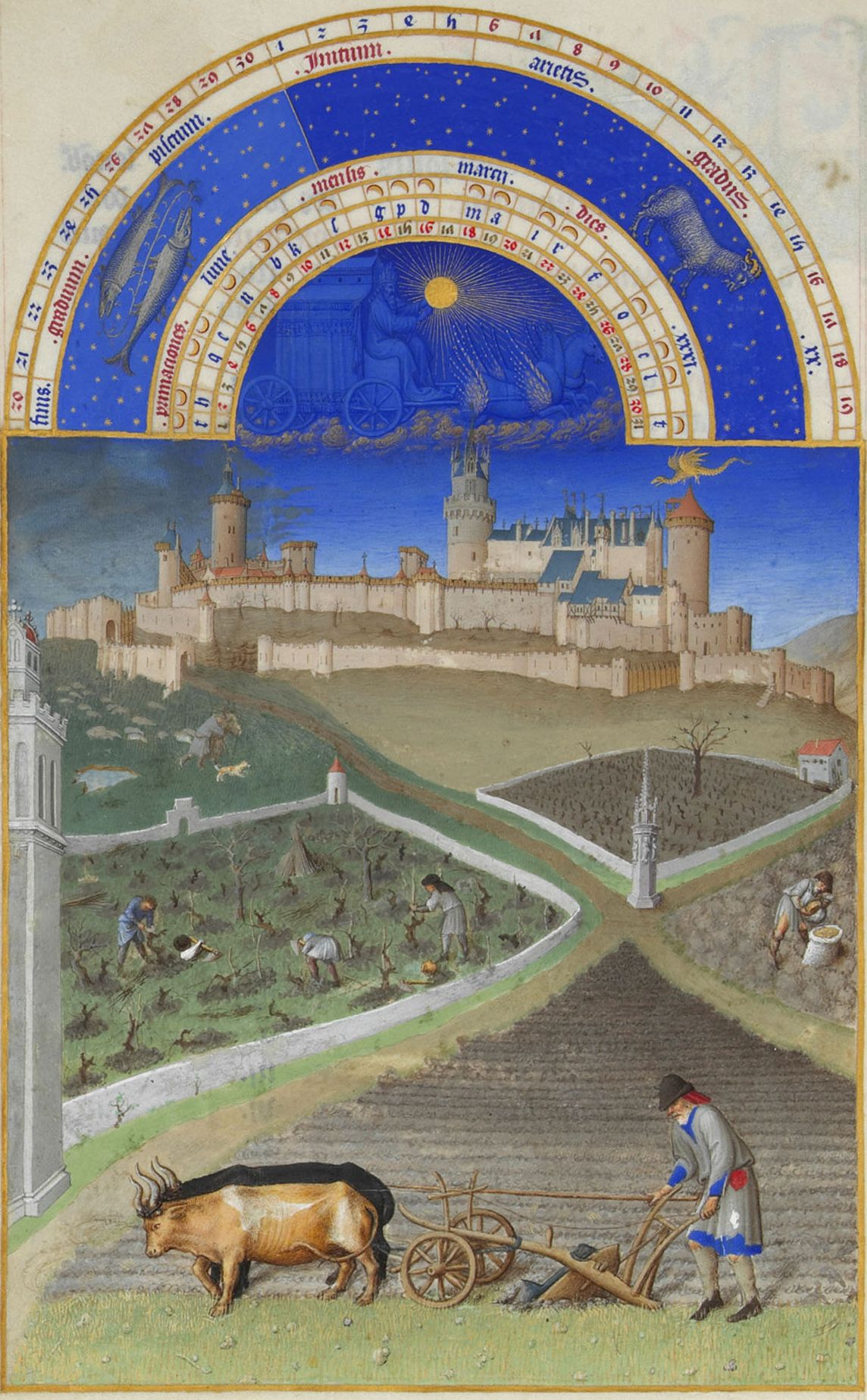
Der Monat März

Die Brüder Limburg zeigen im März-Bild die ersten bäuerlichen Arbeiten des Jahres, indem sie in einer ausgedehnten Landschaft am Fuß des Château de Lusignan unterschiedliche Szenen einander gegenüberstellen. Edmond Pognon vermutet allerdings, dass dieses Blatt zunächst unvollendet blieb und erst um 1450 von einem nicht näher identifizierten Künstler, dem von ihm sogenannten „Meister der Schatten“, vollendet wurde.
Oben links weidet ein Schäfer mit seinem Hund seine Schafe. Darunter erscheint das traditionelle Motiv für den März: das Beschneiden der Weinstöcke, das hier von drei Bauern besorgt wird. Am rechten Rand eines weiteren clos, in dem diese Arbeit bereits erledigt ist, findet sich ein kleines Haus. Darunter siebt ein Bauer Korn in einen Sack. Ein kleines Bauwerk im Zentrum der Wegkreuzung, das als Montjoie bekannt ist, trennt die verschiedenen Bildteile voneinander. (Ein ähnliches Motiv findet sich in der Begegnung der Heiligen Drei Könige, Folio 51v.)
Im Vordergrund wird der Acker gepflügt. Ein alter Bauer mit weißem Bart führt mit der linken Hand den Pflug, während er mit der rechten das Ochsengespann lenkt. Der Anteil der Menschen, die zu jener Zeit das achte Lebensjahrzehnt erreichen, wird auf etwa 10 % geschätzt. Die beiden Ochsen haben unterschiedliche Farben, die bräunliche Haut des vorderen Tieres hebt sich vom Schwarz des nur im Umriss erkennbaren hinteren deutlich ab. Jedes Detail des Pflugs ist sorgfältig wiedergegeben. Die Pflugschar reißt die von winterlich dürrem Gras bedeckte Erde auf; die gezogenen Furchen sind an den schon vertrockneten Grashalmen zu erkennen.
Diese Darstellung war bereits zu ihrer Entstehungszeit veraltet: Der vom sehr viel kräftigeren Pferd gezogene Räderpflug hatte das Ochsengespann seit dem 12. Jahrhundert weitgehend verdrängt. Dass die veraltete Technik in einer solchen Prachtillustration weiter aufscheint, mag zweierlei Gründe haben: einerseits die damalige Gleichgültigkeit demgegenüber, was heute als „Fortschritt“ von eminenter Bedeutung ist, andererseits das historisch belegte Desinteresse des Auftraggebers Johann von Berry an den tatsächlichen Lebensumständen des einfachen Volkes.
Die bäuerlichen Szenen werden überragt vom mächtigen Château de Lusignan, über dem die Fee Melusine in Form einer goldenen geflügelten Schlange schwebt. Mythische Ahnfrau derer von Lusignan und Schutzherrin der Burg, die sie der Sage nach in einer einzigen Nacht erbaute, tauchte sie immer auf, kurz bevor die Burg den Besitzer wechselte. Die Künstler haben die verschiedenen Teile des Château exakt wiedergegeben: die Tour Poitevine unterhalb der Fee, die Wohngebäude, die Tour Mélusine, die Tour de L’Horloge, die Barbakane und den doppelten Mauerring. Das Château de Lusignan gehörte zu den Lieblingsresidenzen des Herzogs. Es war jedoch zunächst von den Engländern besetzt und musste lange von seinen Leuten belagert werden. Als diese die geflügelte Schlange erblickten, so heißt es, wussten sie, dass der Sieg unmittelbar bevorstand.
Das Kalenderblatt des Monats März ist die erste der großen Landschaftsdarstellungen, wie sie die Brüder Limburg in den Très Riches Heures bevorzugen. Das Gelände wird mit so großer Genauigkeit dargestellt, dass spekuliert wurde, die Brüder hätten sich optischer Instrumente bedient, um eine derartige Präzision der Proportionen zu erreichen. Die Feinheit des Pinselstrichs führt zu außerordentlicher Detailgenauigkeit, ohne indes von der großartigen Schlossanlage abzulenken, die machtvoll vor dem Blau des Himmels aufragt. Schloss Lusignan wurde 1575 zerstört.

### April

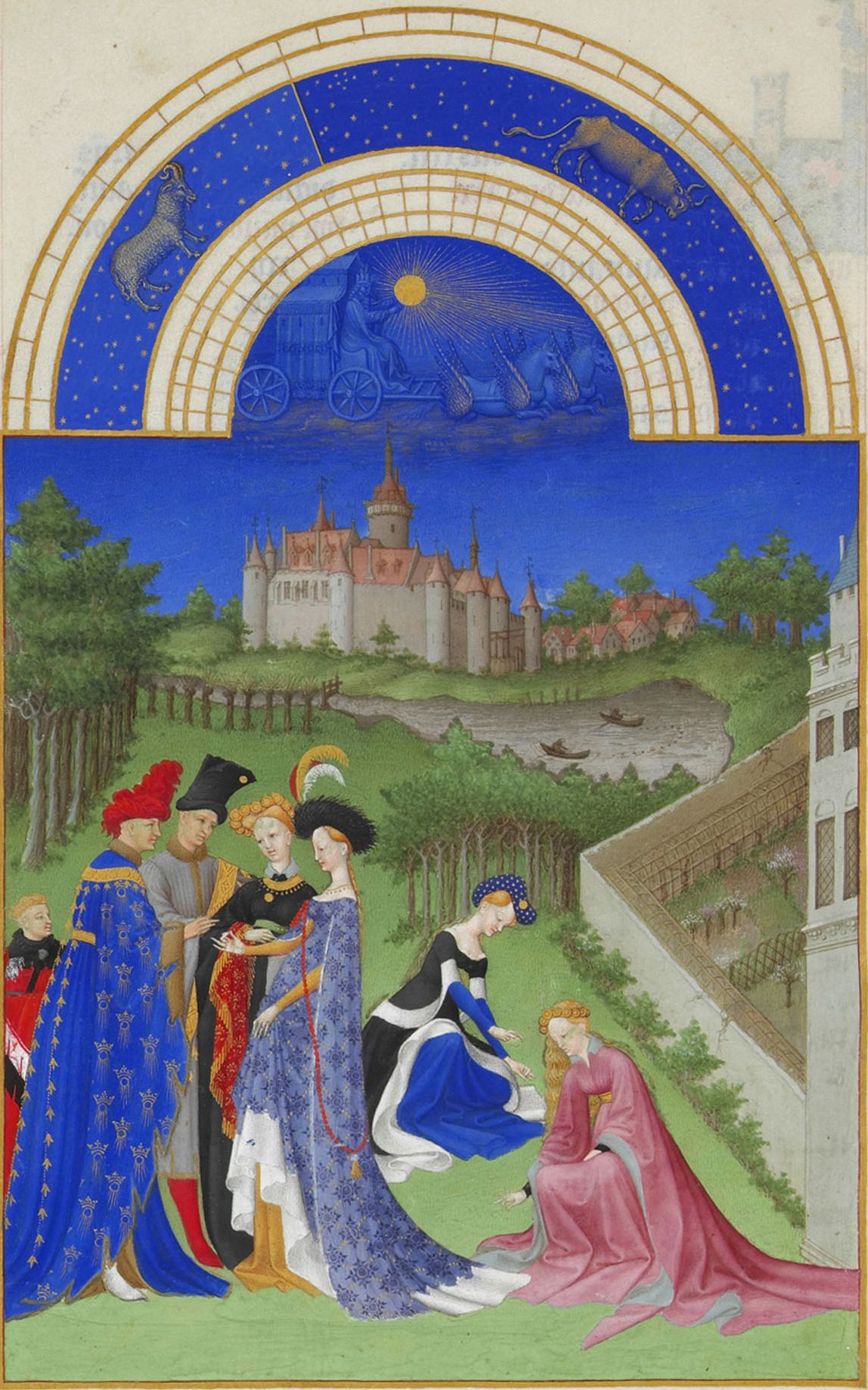
Der Monat April

Vor der Kulisse von Burg Dourdan, Eigentum des Herzogs seit dem Jahr 1385 und von ihm erweitert und befestigt, färben sich die Felder und Wälder grün, Blumen sprießen aus dem frischen Gras. Die Türme und der Donjon, dessen Überreste bis heute erhalten sind, erheben sich auf einer Hügelkuppe, in deren unmittelbarer Nähe ein Dorf platziert ist. Zu ihren Füßen fließt die Orge, auf der zwei Boote zu sehen sind (auch wenn die Darstellung eher einem Teich als einem Fluss gleicht).
Menschen in festlicher Kleidung gruppieren sich zu einer abgerundeten Pyramide. Zwei Mädchen bücken sich, um Blumen – Veilchen vielleicht – zu pflücken (der April ist in den Kalenderblättern der Monat des Blumenpflückens), während gleichzeitig ein Brautpaar die Ringe tauscht. Die aufwändigen Kleidungsstücke kontrastieren wirkungsvoll in den Farben. Die fürstliche Kleidung des Bräutigams ist mit goldenen Kronen verziert.
Wie überall werden die Einzelheiten sorgfältig ausgeführt: Der Bräutigam sucht die Augen seiner Verlobten, während er ihr den Ring auf den ausgestreckten Finger steckt, auf den die Braut ihrerseits den Blick senkt. Die Brüder Limburg haben eine Harmonie von Komposition, Farben und Emotion geschaffen, die perfekt mit der landschaftlichen Umgebung und der aufblühenden Natur korrespondiert.
Für diese Darstellung gibt es verschiedene historische Deutungen. Kaum mehr bestritten wird indes die Auffassung, dass es sich um die Verlobung von Charles d’Orleans mit Bonne d’Armagnac, der Tochter Bernards VII. d’Armagnac (rechts neben Charles) und Enkelin des Herzogs von Berry, im Jahr 1410 handelt. In diesem Fall wäre die Szene eminent politisch: Während und nach der sog. Regierung der Herzöge für den geistesschwachen Karl VI. bildeten sich zwei Parteiungen, die vor dem Hintergrund des Hundertjährigen Krieges einander im Bürgerkrieg der Armagnacs und Bourguignons bekämpften. 1410 verbündete sich Berrys Großneffe Charles von Orleans mit Berrys tatkräftigem Schwiegersohn Bernard von Armagnac, nach dem diese Partei schließlich benannt wurde. Es war üblich, derartige Bündnisse – wenn möglich – durch weitere familiäre Verbindungen zu festigen, so auch hier mit der Heirat von Charles und Bonne. Politischer Vorteil, Krieg, Elend und Machtkampf wären damit das eigentliche Thema dieser scheinbar so idyllischen Szene.

### Mai

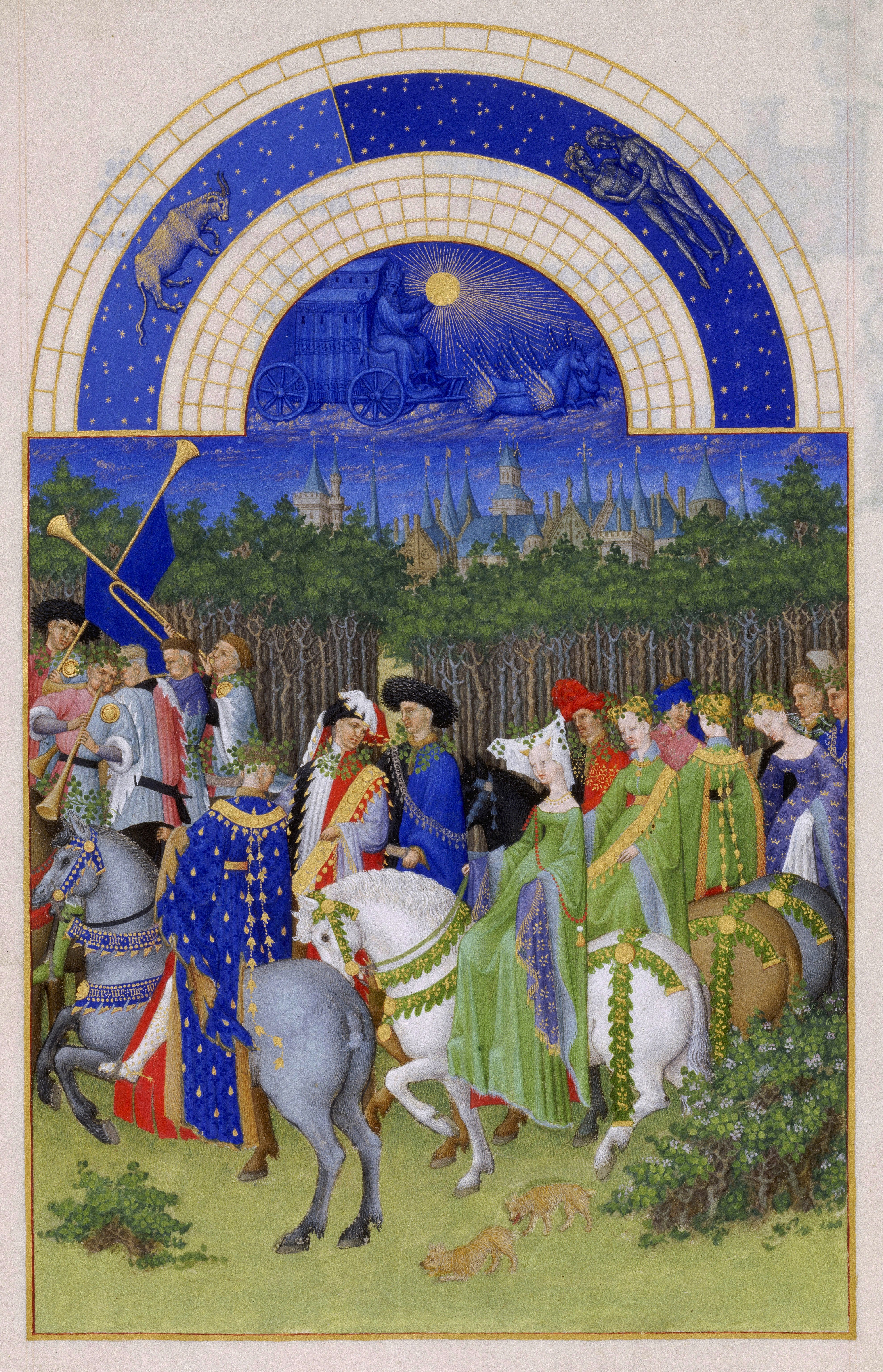
Der Monat Mai

Am ersten Mai zieht – in Anlehnung an die antike Tradition der Floralia – eine Kavalkade von jungen Männern und Mädchen fröhlich feiernd durch das Land und bringt frisches Grün nach Hause. An diesem Tag musste man das „fröhliche Grün“ tragen: Kopf oder Hals der Menschen sind mit Laub umwunden. Der Vordergrund zeigt die Heckenrose, von der es stammt. Vorweg geleiten fünf Musikanten mit Flöten, Trompete und Posaune die Feiernden.
Jean de Berry nahm in seiner Jugend gern an diesen Festlichkeiten teil. Der König selbst verteilte an Prinzen und Prinzessinnen Kleidungsstücke, die – mit Malachitgrün gefärbt – livrée de mai genannt wurden. Sie werden auf diesem Bild von drei jungen Damen getragen. Der üppige Fluss der Linien und die goldenen floralen Ornamente verraten, dass es sich um Fürstinnen oder Prinzessinnen handelt.
Weiter links reitet ein Mann in einem reich verzierten blauen Gewand mit goldenen Blumen auf einem grauen Pferd mit roter Satteldecke. Handelt es sich vielleicht um den Herzog von Berry als jungen Mann? Das lassen zumindest die kleinen Hunde – sie wurden auch schon als Pommersche Spitze identifiziert – vermuten, die sich um die Pferdehufe tummeln und die bereits aus dem Januar-Blatt bekannt sind. Ein anderer Reiter, zur Hälfte in rot, zur anderen Hälfte in schwarz und weiß gekleidet – den königlichen Farben jener Zeit –, wendet den Kopf nach den jungen Damen um. Möglicherweise handelt es sich auch um einen Prinzen. Zwischen ihnen reitet jener Mann mit großer Pelzmütze, der ebenfalls schon aus dem Januar-Blatt bekannt und nicht identifiziert ist. Die abermalige räumliche Nähe zum Herzog in Verbindung mit der Gleichartigkeit der Kleidung lässt wiederum eine enge Beziehung wahrscheinlich erscheinen; umso bedauerlicher ist es, dass seine Identifikation bis heute nicht gelang. An der Komposition fällt im Vergleich mit dem Durcheinander der Musikantengruppe die aufsteigende Linie auf, welche die Köpfe der drei fürstlichen Reiter bildet, wobei der rechte Kopf etwas näher an den mittleren heranrückt als der linke, und die ihre identische Entsprechung in den Köpfen der jungen Damen findet. Ob es sich hierbei lediglich um ein künstlerisches Gestaltungsmerkmal oder auch um einen (versteckten) sozialen Hinweis handelt, kann wegen der ungeklärten Identität der Personen nicht entschieden werden.
Über dem Wald, der im Hintergrund wie eine Kulisse aufragt, sind noch Dächer, Türme und schlanke Gebäude erkennbar. Die Szenerie galt zunächst als Château de Riom, Hauptstadt der Auvergne und Eigentum des Herzogs seit 1360. Allerdings zeigt sie wenig Gemeinsamkeit mit alten Ansichten der Festungsanlage. Vielmehr handelt es sich unzweifelhaft um das Palais de la Cité in Paris, das sich auch im Juni-Blatt wiederfindet. Die präzisen Details – Giebel, Kamine, Zinnen und Wetterfahnen – sind Bestandteile des Dachs des Palais.
Bei dem rechteckigen Turm links (mit Erker) handelt es sich demnach um das Châtelet auf dem rechten Ufer der Seine. Nach einer Lücke folgen die Spitzen eines Eckturms, sodann die der beiden Türme der Conciergerie, und schließlich die rechteckige Tour de L’Horloge (Uhrturm). Alle vier existieren heute noch bzw. wieder auf der Île de la Cité. Weiter schließen sich die Türme der Grand’salle an und ganz rechts die (später so genannte und im 18. Jahrhundert zerstörte) Tour de Montgomery, von der Rückseite gesehen. Dementsprechend spielt sich diese Szene in den Wäldern ab, die damals jenseits der Rue du Pré-aux-Clercs begannen, etwa in der Gegend der heutigen Rue de Bellechasse.
Die Bilder für Januar, April, Mai und August stammen offenbar von der Hand desselben Künstlers.

### Juni

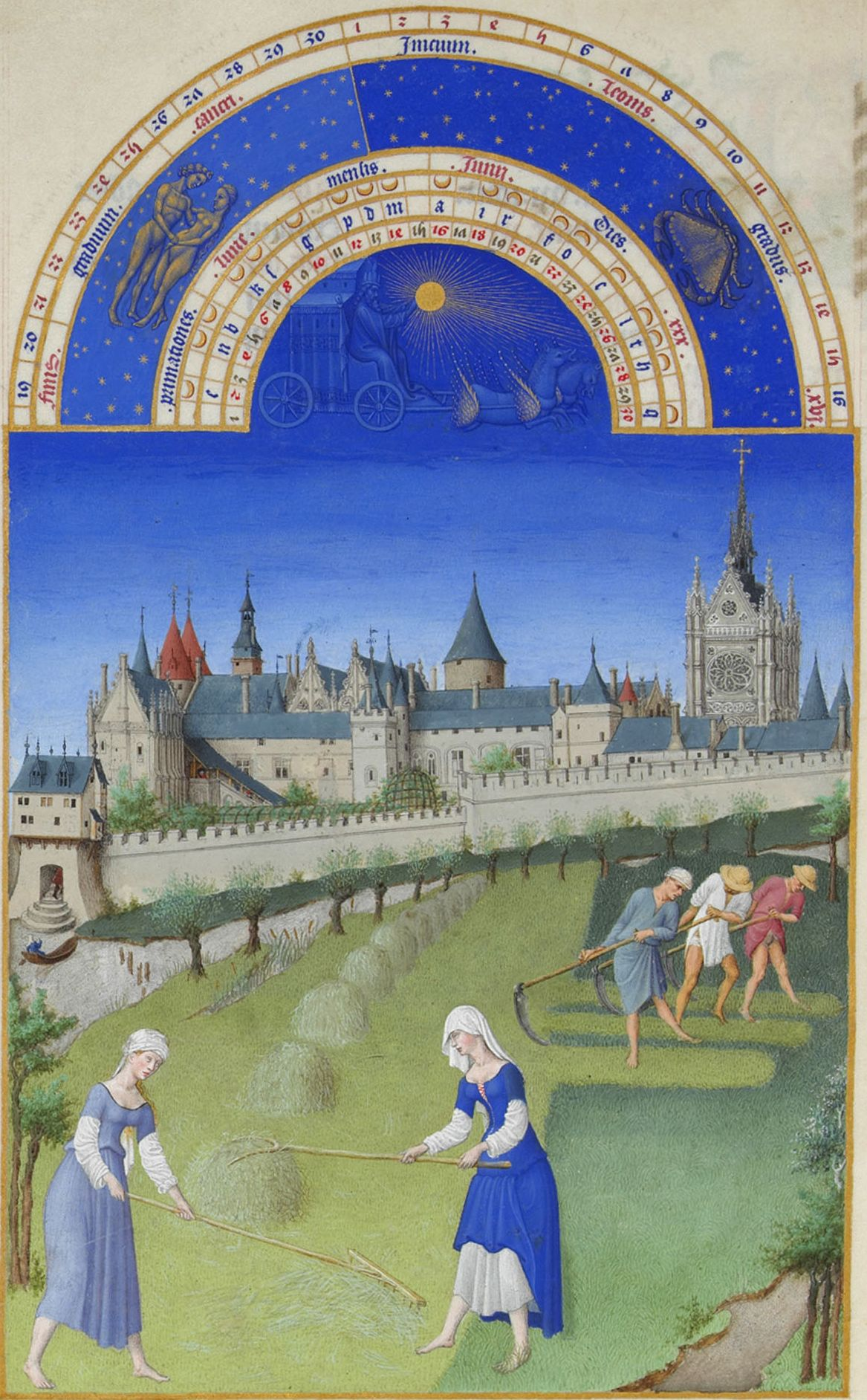
Der Monat Juni

Das Juni-Bild zeigt den Blick von der Stadtresidenz des Herzogs, dem Hôtel de Nesle, auf die Île de la Cité, das Herzstück des alten Paris. Das Palais de la Cité war für dreieinhalb Jahrhunderte Residenz der französischen Könige, doch wurde diese einige Jahrzehnte vor Entstehung der Miniatur verlegt, nicht zuletzt aus Sicherheitsgründen. Die Könige der Berry-Zeit bevorzugten das Hôtel Saint-Paul und den Louvre. Auf der Île verblieben die Verwaltung und insbesondere die Gerichtsbarkeit.
Das Palais wurde bereits auf dem Mai-Blatt dargestellt. Diesmal nimmt es die ganze Breite des Bildes ein und ist sehr viel näher zum Vordergrund gerückt. Während im vorigen Bild lediglich der Hintergrund Giebel, Dächer und Kamine zeigt, befinden wir uns nun fast vor den Gebäuden: Links sieht man die sogenannte Salle sur l’eau; ein wahres Gedränge herrscht auf der Treppe, die zu ihr hinaufführt. Weiter folgen die Tour Saint-Louis (dahinter; den heutigen Namen Bonbec erhielt sie erst sehr viel später) und die Zwillingstürme d’Argent und César der Conciergerie, die mit roten Ziegeln statt grauem Schiefer gedeckt sind. Alle drei brannten zwischenzeitlich ab, wurden aber im 19. Jahrhundert wieder aufgebaut. Es schließen sich an die Tour de l’Horloge, die beiden Giebel der Grand Salle hinter dem Logis royal, die Tour Montgomery (der Rundturm mit Spitzdach im Zentrum) und schließlich die Sainte-Chapelle mit einem Kreuz auf der Turmspitze. Vor diesen Fassaden erblicken wir einen Garten, der teilweise von einer Ringmauer verdeckt wird. Die Mauer endet linker Hand in einer Pforte, die sich zur Seine hin öffnet. Ein Boot am Flussufer vervollständigt die Szene.
Der Blick vom Hôtel de Nesle – an dessen Stelle sich heute der rechte Flügel des Institut de France befindet, in dem die Bibliothèque Mazarine untergebracht ist – umfasst außer der Innenansicht des Palais de la Citè auch ein Feld auf dem linken Seine-Ufer. Zu wohlhabenden Häusern gehörte immer auch ein Garten oder Feld, doch lag es im Allgemeinen vor den Toren der Stadt. Nur die Gärten der wirklich Reichen und Mächtigen, zu denen der Herzog gehörte, lagen innerhalb der Mauern direkt vor den Fenstern ihres Palais.
Der Juni ist in den Kalenderblättern der Monat des Heumachens. Bauern, vielleicht auch bezahlte Arbeiter, mit Hüten als Sonnenschutz und nackten Beinen mähen gemeinsam eine Wiese. Ebenso wie die leichte Kleidung und – abermals als Sonnenschutz – die Kopftücher der beiden Heuwenderinnen im Vordergrund lässt dies annehmen, dass es ein heißer Sommertag ist. Auch auf diesem Bild werden die Einzelheiten genauestens wiedergegeben. Das frisch gemähte Gras hebt sich deutlich von dem intensiveren Grün des ungemähten ab, das schon verblichene Gelb des Heus zeigt nochmals einen anderen Farbton. Eleganz und Anmut in der filigranen Zerbrechlichkeit und dem Schwung der weiblichen Figuren in Verbindung mit der rustikalen Derbheit der männlichen Gestalten – sowie der bäuerlichen Tätigkeit als solcher – machen den Reiz dieser Szene aus.

### Juli

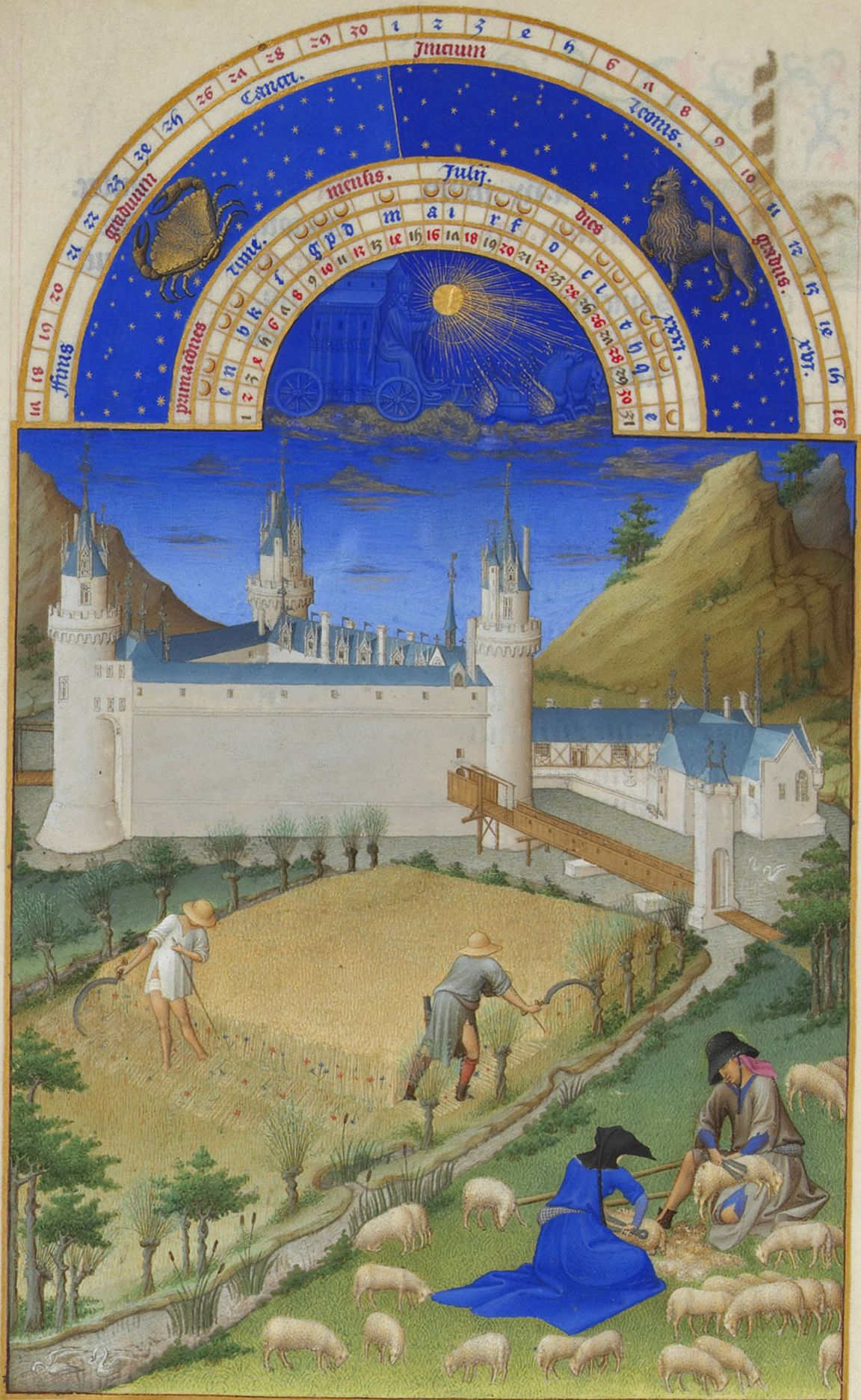
Der Monat Juli

Die Brüder Limburg stellen links im Mittelgrund das übliche Sujet für die bäuerliche Tätigkeit im Juli dar: die Getreideernte. Diese erfolgt nicht wie die Heuernte mit Sensen, sondern mit Sicheln, und die Halme wurden nicht direkt über dem Boden geschnitten, sondern deutlich höher, damit genügend Stroh für das Vieh übrig bleibt. Sie wird auf diesem Blatt von zwei Bauern vorgenommen. Der eine, der eindeutig an die vergleichbare Figur in der Juni-Miniatur erinnert, trägt einen Strohhut und ein einfaches Hemd, unter dem eine Unterhose sichtbar wird, die damals petit drap genannt wurde. Der Weizen wird genau abgebildet. Die Ähren sind intensiver golden als die Halme, die am Feldrand mit Blumen durchsetzt sind, bei denen es sich um Kornblumen und Mohn handeln dürfte. Auf dem Boden liegt das gemähte Korn, noch nicht zu Garben gebunden, aber bereits trockener als der Rest.
Ganz im Vordergrund wird rechts ein für den Juli ungewöhnliches Sujet dargestellt, die Schafschur: in den Stundenbüchern wird sie, so sie denn überhaupt vorkommt, normalerweise anstelle der Heuernte im Juni abgebildet. Ein Mann und eine Frau halten je ein Tier am Knie. Die Wolle wird mit einer speziellen Schere geschoren, force genannt. Sie sammelt sich zu Füßen der Abgebildeten. Die übliche Erklärung der scherenden Personen als Bauernpaar greift möglicherweise zu kurz. Das Kostüm der Frau erinnert frappant an das der Dame des Februar-Blattes: Eine schwarze Kopfhaube, die mit markanten Spitzen bis über den Nacken reicht, dazu ein blaues Kleid, dessen übermäßige Länge eigentlich als Schleppe bezeichnet werden muss und das in auffälligem Gegensatz zu den realistisch dargestellten Bauern des Mittelgrundes steht, jedenfalls nicht bäuerlicher Tracht entspricht und für die dargestellte Arbeit extrem unpraktisch ist. Sollte es sich vielleicht um eine frühe Version idealisierten Landlebens handeln, wie sie ihren Höhepunkt fast 400 Jahre später im Hameau de la Reine fand?
Die Szene spielt sich in der Nachbarschaft von Château du Clain in Poitiers ab. Die Burg gehörte zum königlichen Familienbesitz. Stadt und Burg waren Teil der Apanage des Herzogs wie das Berry oder die Auvergne. Poitiers wurde von ihm allerdings nur selten besucht. Dennoch erwies er sich der Stadt gegenüber immer äußerst großzügig. Die verfallende Burg wurde von ihm dreißig oder vierzig Jahre vor Entstehung der Miniatur renoviert, verschönert und bequemer gemacht. Die dreieckige Anlage diente schon nicht mehr allein der Verteidigung, sondern bereits der Repräsentation. Die Wandlung von der Burg zum Schloss kündigt sich an. Die Abbildung stellt ein wertvolles Zeugnis für das Aussehen des Châteaus dar, das nicht mehr existiert.
Der Blick darauf erfolgt vom rechten Ufer des Flusses Boivre. Ein hölzerner Steg, der auf drei steinernen Brückenpfeilern ruht, die im Flussbett stehen, führt zum rechten Turm. Die Flusslandschaft zeigt zwei Schwäne und Schilfrohrpflanzen. Der rechteckige Eingangsturm ist zum Ufer hin mit einem beweglichen Teil verbunden, das entfernt werden konnte. Am anderen Ende führt eine Zugbrücke direkt in das Schloss. Rechts ist eine Kapelle zwischen verschiedenen Gebäuden zu sehen, die vom Schloss durch einen Graben oder Flussarm getrennt sind. Die Türme sind in dem vom Herzog bevorzugten Baustil gehalten, der sich an verschiedenen seiner Schlösser findet: Maschikulis (seit dem 19. Jahrhundert auch Pechnasen genannt) zwischen Konsolen, die Verteidiger durch Zinnen schützend, und in ihrem oberen Teil mit schlanken, hohen Fenstern versehen. Das Schloss blieb Eigentum des Herzogs bis zu seinem Tod. Anschließend gelangte es kurzzeitig in den Besitz des Herzogs von Touraine, bevor es 1417 dem zukünftigen König Charles VII. zufiel, der Poitiers zu einer seiner Residenzen machte.
Der Hintergrund des Blattes ist einfach und konventionell: asymmetrische Bergkegel, wie sie in der Malerei der Zeit geläufig waren. Die Miniatur scheint vom gleichen Maler wie das Juni-Blatt zu stammen und um 1450 vollendet worden zu sein.

### August

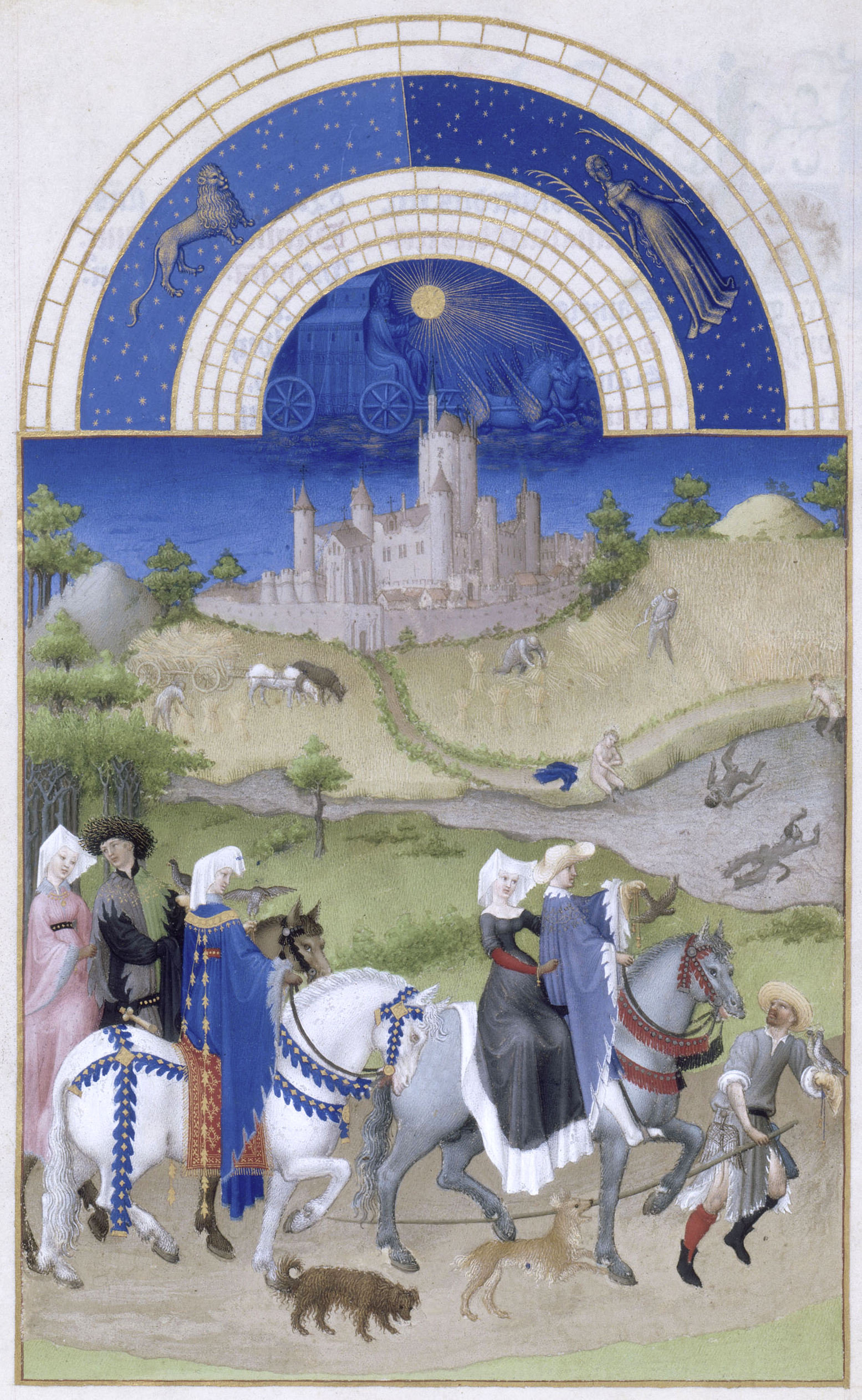
Der Monat August

Die Szenerie zeigt Étampes, das – wie das nahe gelegene Dourdan seit 1385 – dem Herzog seit 1400 gehörte und von ihm seinem Großneffen Charles d’Orléans überlassen wurde. Beide Schlösser wurden 1411 im Bürgerkrieg von den Bourguignons (Johann Ohnefurcht, ein Neffe des Herzogs) eingenommen. Man nimmt darum an, dass die Miniatur, wenigstens die Abbildung der Burg, zu dieser Zeit bereits vollendet war. Es ist wenig wahrscheinlich, dass die Burg nach ihrem Fall dargestellt wurde: Zum einen waren bei der Belagerung schwere Schäden entstanden, zum anderen taucht das vom Herzog über alles geliebte und ebenfalls 1411 niedergebrannte Bicêtre in den Kalenderblättern überhaupt nicht auf, wohl weil es bis dahin eben keine entsprechende Vorlage gab.
Das Château von Étampes beherrscht die Szene. Man erkennt hinter den Wällen deutlich die Türme, die Kapelle und die Gebäudeteile. In der Mitte erhebt sich die Tour Guinette, ein ursprünglich aus dem 12. Jahrhundert stammender Wachturm, dessen Reste noch heute erhalten sind. Aus dem Inventarverzeichnis, das nach dem Tod des Herzogs erstellt wurde, geht hervor, dass er an seinen Aufenthalten an diesem Ort immer besonderen Gefallen fand. Er folgte damit einer Familientradition, die bereits von Hugo Capet begründet worden war.
Im Vordergrund sehen wir den Beginn einer Beizjagd auf Feder- oder Haarwild. Ein Falkner mit zwei Greifen auf der linken Faust, deren Köpfe mit kleinen Hauben bedeckt sind, zieht mit der rechten eine lange Stange nach, die dazu diente, das Wild aus den Büschen zu scheuchen. Falkner eines Fürsten zu sein, war eine herausgehobene Stellung. Er hatte sich um Aufzucht, Pflege und Abrichtung der Vögel zur Jagd zu kümmern; Tätigkeiten, an denen viele Fürsten selbst aktiv teilnahmen oder zu denen sie ausführliche Anleitungen schrieben.
Der Bediente dreht sich nach der adeligen Jagdgesellschaft um, vielleicht um von den zwei Paaren und der einzelnen Dame Instruktionen einzuholen. Der Reiter direkt hinter dem Falkner trägt einen ultramarinblauen Umhang oder Mantel und einen Hut mit aufwärts gerichteter Krempe. Auf seiner behandschuhten Faust sitzt ein weiterer Falke. Die Dame dahinter ist in ein mit einem weißen Volant besetztes graues Kleid gekleidet. Das Paar zur Linken auf dem braunen Pferd scheint sich in angeregtem Gespräch zu befinden, das – dem Gesichtsausdruck nach zu schließen – eher persönlicher Natur sein dürfte, als dass es sich um die bevorstehende Jagd dreht. Der junge Mann mit der Pelzmütze scheint derselbe Unbekannte zu sein, der bereits auf den Blättern Januar und Mai abgebildet ist. Die einzelne Reiterin auf ihrem Schimmel trägt einen nahezu identischen Mantel wie der junge Mann auf dem Mai-Blatt, in dem allgemein der Herzog vermutet wird. Selbstverständlich ist das kein Zufall, doch der Grund ist nicht bekannt. Wie schon im Mai, werden die Reiter von kleinen Hunden begleitet, deren Aufgabe hier das „Vorstehen“ (Anzeigen) des Wildes ist, worauf den Falken die Hauben abgenommen und sie zum Steigen geworfen werden, womit die eigentliche Jagd beginnt.
Die Beizjagd mit gezähmten Raubvögeln, Falken insbesondere, war eine besondere Passion des Adels. Falken bzw. die Falknerei waren ein Statussymbol. Die Tiere standen aber auch für Freundschaft und Eintracht. In diesem Sinn wurden Falken verschenkt, als Preis bei Turnieren ausgesetzt oder waren Einsatz bei Wetten. Zwar gab es auch schon reiche städtische Bürger (deren Reichtum nicht mehr auf Landbesitz, sondern auf Geld beruhte), die sich Falken leisten konnten, doch sind sie in der traditionellen zweigeteilten Welt des Herzogs und seiner Miniaturen – hier Adel, da Bauern und Landarbeiter – noch nicht angekommen.
Die unterschiedlichen Motive der Miniatur zeigen zum ersten Mal eine direkte Kombination von höfischem Leben und bäuerlichen Tätigkeiten. Auf den Hügeln hinter den Jägern binden Bauern frisch gemähten Weizen zu Garben und laden die Ernte auf einen ohnehin schon übervollen Karren. Badende schwimmen nackt im Wasser der Juine. Eine Frau, bereits ausgezogen, schickt sich an, ins Wasser zu steigen, eine andere kommt gerade heraus. Zwei Männer schwimmen darin. Die durch die Lichtbrechung im Wasser bewirkte Deformation der Körper wird mit Interesse beobachtet und wiedergegeben. Die August-Miniatur dieses Stundenbuchs ist die mutmaßlich einzige, die für diesen Monat an Stelle des üblichen Sujets des Dreschens ein Jagdmotiv verwendet.

### September

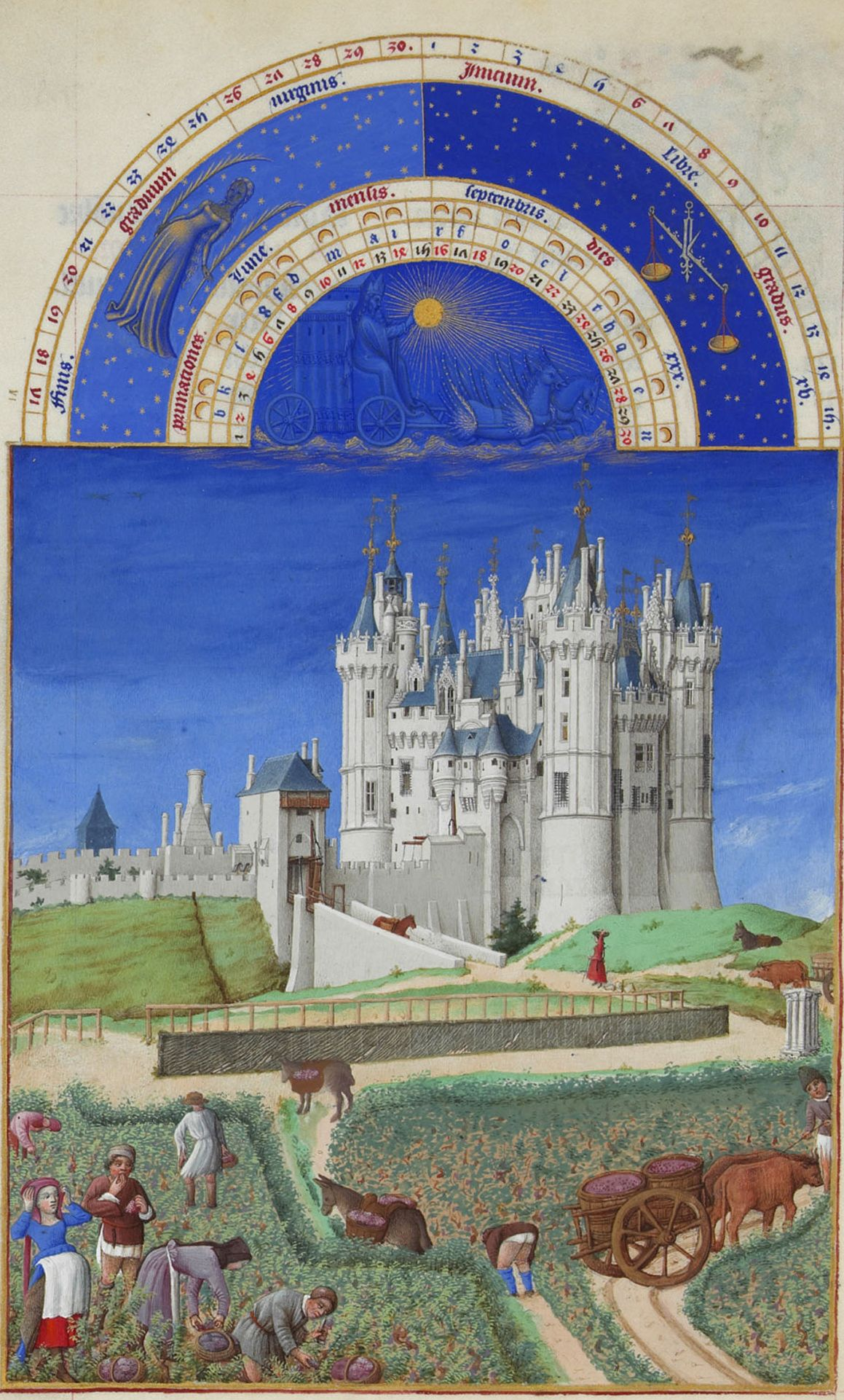
Der Monat September

Die Darstellung der Weinlese zu Füßen des Château de Saumur fällt auf, da sie offenbar von verschiedenen Künstlern stammt und erst von Jean Colombe vollendet wurde. Der unterschiedliche Stil wird in der Farbgebung und Maltechnik wie auch in der Darstellung der Figuren deutlich. Normalerweise wurde eine Miniatur mit dem Hintergrund begonnen: Nach Himmel, Landschaft und Gebäuden folgten der Vordergrund, die Menschen und ganz zum Schluss die Gesichter. Obwohl eine Miniatur unauffällig vorgezeichnet und erst dann ausgemalt wurde, sind die verschiedenen Stile hier doch deutlich erkennbar.
Das Schloss von Saumur bei Angers gehörte nicht dem Herzog von Berry, sondern einem seiner Neffen, Louis II., Herzog von Anjou, der den Bau gegen Ende des 14. Jahrhunderts erstellen ließ. Das ist ein Sonderfall – alle anderen abgebildeten Schlösser gehörten dem Herzog oder dem König – und als solcher erklärungsbedürftig; das bloße Verwandtschaftsverhältnis reicht dazu nicht aus. Dagegen fallen die bei aller architektonischen Genauigkeit dominierenden, überaus reichhaltigen Details mit ihren goldenen Abschlüssen auf, die in diesen Miniaturen nur eine einzige Entsprechung im Oktober-Blatt finden und sich deutlich von den Architekturdarstellungen der früheren Miniaturen unterscheiden. Das Schloss scheint in bislang ungekannter Pracht auf: Kamine, Fialen, Wetterfahnen, gekrönt von goldenen Fleurs-de-Lis. Das vergleichbare Blatt für den Oktober wird aber allgemein dem sog. „Meister der Schatten“ zugeschrieben, bei dem es sich möglicherweise um Bartholomäus van Eyck handelt. Dieser hat um 1450 nachweislich für die Anjou gearbeitet. Demnach wäre das unvollendete Stundenbuch nach dem Tod des Herzogs zunächst in den Besitz der Anjou gelangt, bevor es an das Haus Savoyen überging. Diese Hypothese ist jedoch nicht bewiesen.
Das Schloss existiert noch heute. Es gehört zum Ensemble der „Loireschlösser“. Zwar sind die glamourösen Bekrönungen verschwunden, dennoch bleibt es durch seine Türme, Brustwehr und Zinnen sowie durch die generelle Anordnung der einzelnen Gebäudeteile eindeutig identifizierbar. Links außen ist ein Glockenturm erkennbar, der zur Kirche Saint-Pierre gehören mag. Daneben erhebt sich ein monumentaler Kamin über der Küche, der stark an jenen der nahegelegenen Abtei Fontevrault erinnert, und schließlich eine Zugbrücke, über die gerade ein Pferd gekommen ist, sowie eine Frau mit einem Korb auf dem Kopf, die darauf zugeht. Schloss Saumur blieb über Jahrhunderte hinweg vernachlässigt, verwahrloste, stürzte schließlich teilweise ein, bevor es im 17. Jahrhundert als Kaserne und später als Gefängnis partiell in Stand gesetzt wurde.
Der freie Platz in der Bildmitte, nach hinten von einem Holzzaun begrenzt, ist ein Turnierplatz mit einer aus Weidenruten oder Schilf bestehenden Schranke, der sog. Tilt, die die gegeneinander anstürmenden Ritter voneinander trennte. Die Ernteszenen wurden von Jean Colombe ausgeführt. Männer und Frauen füllen die roten Trauben in kleine Körbe, die ihrerseits wieder in größere Körbe geleert werden, die von Maultieren getragen oder, auf Karren geladen, gezogen werden. Wein war zu jener Zeit ein Grundnahrungsmittel: Auch die einfachen Leute tranken ihn, bisweilen mehrere Liter am Tag (Wasser war häufig verunreinigt und gesundheitsgefährdend, Milch zu kostbar, Fruchtsaft, Kaffee, Tee unbekannt, und Bier trat seinen Siegeszug aus den Klosterbrauereien gerade erst an).
Die beiden Maultiere im Blatt unterscheiden sich deutlich in der Ausführung. Möglicherweise stammt das eine noch von der Hand des „Meisters der Schatten“ oder sogar von einem der Brüder Limburg. Im Vergleich dazu wirkt die Arbeit Jean Colombes weit weniger ausgefeilt: Die gesamte Ausführung ist deutlich derber und wenig delikat, die Farben sind eher verschwommen und matt, die menschlichen Figuren gedrungen und nicht elegant. Zum ersten Mal in diesen Kalenderblättern begegnen wir Personen, die eher Karikaturen gleichen. Landleute – im Gegensatz zum Adel – hatten einfach hässlich zu sein; eine traditionalistische Kehrtwende, die für den „Meister der Schatten“ wie für die Brüder Limburg eine bzw. zwei Generationen zuvor bereits obsolet war. Sehr menschlich und schon unfreiwillig komisch wirken die dargestellten Personen im Vordergrund. Der Arbeiter unten links im Bild leckt sich gerade den Traubensaft von der rechten Hand, während die neben ihm stehende Frau vor Überraschung die Hände hoch reißt, weil sie die entblößte Kehrseite des sich bückenden Arbeiters in der Mitte des Bildes sieht. 
Obwohl er ein anerkannter Miniaturenmaler ist, hält die Arbeit Jean Colombes einem direkten Vergleich mit jener der übrigen beteiligten Künstler nicht stand; insbesondere hier, wo in einem einzigen, gemeinsamen Blatt der Unterschied der Stile offenkundig wird. Dennoch gehört diese Traubenlese als Ganzes zu den malerischsten und schönsten Blättern des gesamten Kalenders.

### Oktober

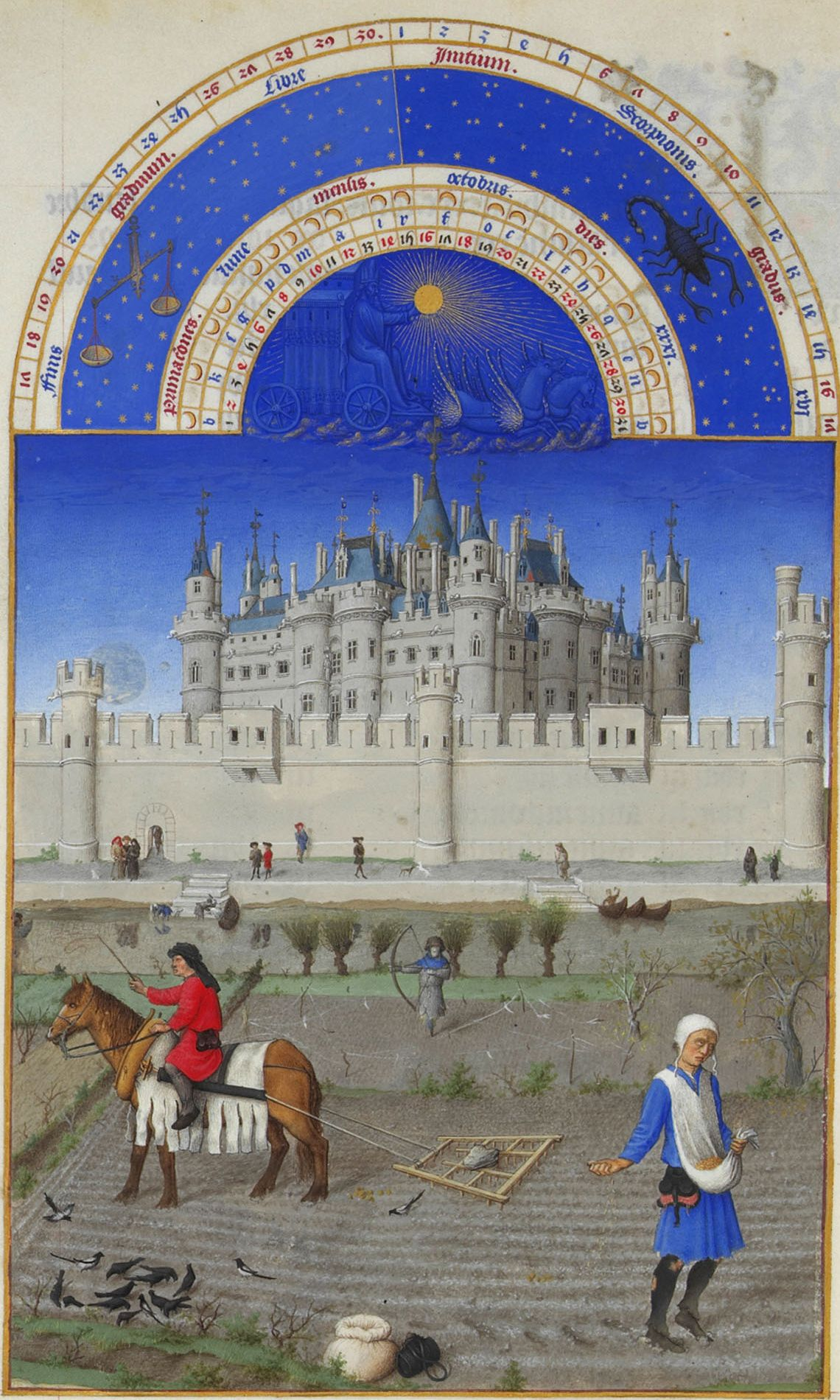
Der Monat Oktober

Oktober ist der Monat für die Aussaat des Wintergetreides. Sie wird hier vom linken Ufer der Seine aus der Nachbarschaft des Hôtel de Nesle, der Stadtresidenz des Herzogs, dargestellt, ungefähr vom gleichen Standort wie in der Juni-Miniatur. Im Juni schauten die Brüder Limburg aber nach Osten, während der Blick diesmal nach Norden geht. Im Juni gaben sie die frühere Residenz der französischen Könige, das Palais de la Cité, wieder, während nun der Louvre zu sehen ist, der seit Philippe Auguste – König von 1180 bis 1223 – königliche Residenz war.
Vor uns ragt mächtig das imponierende Gebäude des Louvre in seiner Form zur Zeit Charles’ V. auf, der ein älterer Bruder des Herzogs von Berry war. Dank der Genauigkeit der Darstellung ist jedes Detail identifizierbar. Im Zentrum erhebt sich ein gewaltiger Turm, der von Philippe Auguste errichtete Donjon. Dieser Turm, allgemein Tour du Louvre genannt, war im Lauf der Zeit zum Symbol der königlichen Macht geworden. Von hier wurden Apanagen gewährt, hier wurde der Staatsschatz verwahrt. In dieser Darstellung verdeckt der Donjon den Nordwestturm, die Tour de la Fauconnerie, in der Charles V. die wertvollsten Manuskripte seiner Sammlung aufbewahrte. Dafür können wir andere Ecktürme identifizieren: rechts die Tour de la Taillerie, dann die Ostfassade, die im Zentrum von zwei Türmen geschützt wird, links daneben die Tour de la Grande Chapelle als Eckturm und anschließend die Südfassade, ebenfalls von Zwillingstürmen geschützt. Die Details sind dermaßen exakt wiedergegeben, dass Jahrhunderte nach der Zerstörung des Gebäudes in seiner damaligen Form ein Modell erstellt werden konnte, das weitgehend auf dieser Darstellung beruht.
Eine starke Mauer mit Türmen, Zinnen, Maschikulis und einem kleinen Tor schützt die Anlage zur Seine hin. Kleine Figuren spazieren den Quai entlang, von dem zum Fluss ein paar Stufen hinabführen, die zugleich als Bootsanlegestellen dienen. Die Kleidung der Flaneure vor dem Wall entspricht der städtischen Mode um die Mitte des 15. Jahrhunderts und ist sehr viel präziser datierbar als die lange Zeit nahezu unveränderte Tracht der Bauern. Nur eine einzige vergleichbare Figur findet sich auf diesen Monatsbildern: die Frau, die im September auf das Schloss zugeht.
Die Gestalten auf diesem Blatt werfen erstmals – wenn auch nur vorsichtig angedeutet – Schatten (wie schon der alte Bauer im März). Es ist diese Andeutung, die zu den frühesten der abendländischen Kunstgeschichte gehört, die dem nach wie vor nicht sicher identifizierten Künstler die Bezeichnung „Meister der Schatten“ einbrachte.
Im Vordergrund streut auf den Feldern, die an das linke Ufer stoßen, ein Bauer in einer blauen Tunika Samen aus, die er in einem Beutel aus weißem Stoff bei sich trägt. Ein Sack mit Samenkörnern liegt auf dem Boden hinter seinem Rücken, wo auch schon Elstern und Krähen die frisch ausgestreuten Körner wieder aufpicken. Auf dem Feld dahinter soll eine Vogelscheuche in Gestalt eines Bogenschützen, umgeben von einem dünnen Netz, in dem Federn stecken, die Vögel davon abhalten, über die Aussaat herzufallen.
Links zieht ein Bauer auf einem Pferd eine Egge, mit einem großen Stein beschwert, damit sie tiefer in das Erdreich eindringt. Pferde im abgebildeten Tölt- oder Passgang (Zelter) wurden im Mittelalter zwar als ruhige Reitpferde speziell für Damen geschätzt, waren als Arbeitstiere jedoch eher ungebräuchlich, nicht zuletzt wegen ihres hohen Preises. Es könnte sich hier also abermals um ein Versatzstück aus der Welt des Adels in das bäuerliche Umfeld handeln. Insgesamt vermittelt die Szene im Schatten der königlichen Residenz ein anschauliches Bild vom Leben in der Mitte des 15. Jahrhunderts.

### November

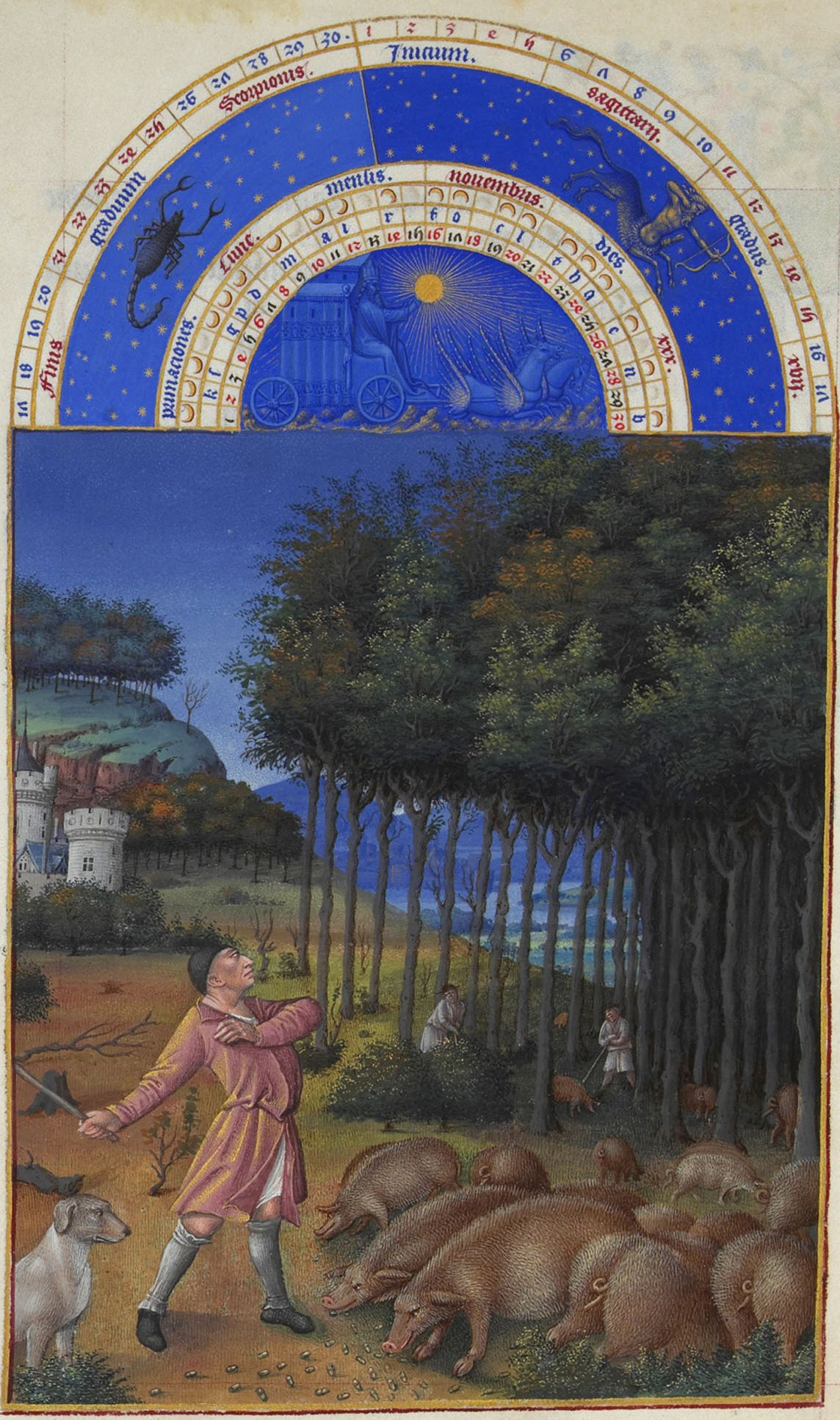
Der Monat November

Das Blatt für November, das den Austrieb der Schweine in den Wald, die Eichelmast, als klassisches Sujet für diesen Monat zeigt, wurde komplett von Jean Colombe ausgeführt. Von den Brüdern Limburg stammt hier nur noch die Lünette, die wie in allen Kalenderblättern die Szenerie mit astrologischen Zeichen in einem Halbrund krönt. Ihr äußerer Teil zeigt die Tierkreiszeichen für November in monochromem Blau vor dem Hintergrund goldener Sterne: Skorpion links, Schütze rechts. Möglicherweise wurden die Lünetten für die verschiedenen Monate von den Limburgs alle zur gleichen Zeit geschaffen.
In deutlichem Kontrast zu den anderen Blättern zeigt das November-Blatt keine herrschaftliche Burg oder Schloss mehr, die von den Künstlern sonst so stolz abgebildet werden. Der ursprüngliche Auftraggeber Jean de Berry ist schließlich lange tot. Die Szenerie, mit einer gewissen Routine ausgeführt, scheint ein Produkt von Jean Colombes Phantasie zu sein, auch wenn sie von der Landschaft Savoyens inspiriert sein mag, in der er die Très Riches Heures für den dortigen Herzog Karl I. komplettierte. Die unterschiedlichen Ebenen sind pittoresk angeordnet und verlieren sich in einem blauen Horizont, in dem sich ein mäandernder Fluss zwischen Bergen windet. Weiter vorne schmiegen sich die Türme einer Burg und ein Dorf an die Felsen. Im Vordergrund zieht ein in eine rötliche Tunika gekleideter Bauer den Arm nach hinten, um einen Knüppel in eine Eiche zu schleudern und so Eicheln loszuschlagen. Zu seinen Füßen fressen Schweine unter den wachsamen Blicken eines Hundes gierig die herabgefallenen Früchte. Weitere Bauern sind mit ihren Schweinen unter den Bäumen zu erkennen. Die gesamte Szene ist in gedämpften Farben gehalten, die sie auf den ersten Blick von den anderen Monatsdarstellungen unterscheiden, ohne indes eine Qualitätseinbuße erkennen zu lassen. Allerdings zeigen die Tiere bei weitem nicht jene physische Kraft, welche der „Meister der Schatten“ auf der Folgeseite, dem letzten der Kalenderblätter, seinen Geschöpfen mitzugeben verstand.
Die Schweine haben ihren Platz in den Très Riches Heures gefunden trotz ihrer negativen Konnotation (sie suhlen sich im Schlamm). Dennoch gehören sie zum täglichen Leben und tragen einen wesentlichen Teil zur Ernährung der Menschen bei. Schweine sind im christlichen Europa über die Jahrhunderte hinweg fester Nahrungsbestandteil. Der Bauer des Jean Colombe wirkt brutal und frustriert, in deutlichem Unterschied zu den früheren Darstellungen. Trotzdem wird seine rötliche Tunika von goldenen Ornamenten bzw. Lichtreflexen erhellt.
Die Menschen des Mittelalters lebten gerne in der Natur; aber sie verklärten sie nicht, wie es seit der Romantik üblich wurde. Sie waren sehr viel unmittelbarer von ihr abhängig: Kälte bedeutete Frieren, Blitzschlag Brandgefahr, eine schlechte Ernte Hunger. Das Blatt wurde 60 Jahre nach dem ursprünglichen Auftrag vollendet. Die Farben sind matter; neu dagegen ist die Fähigkeit, Raum zu gestalten und Tiefe zu malen.

### Dezember

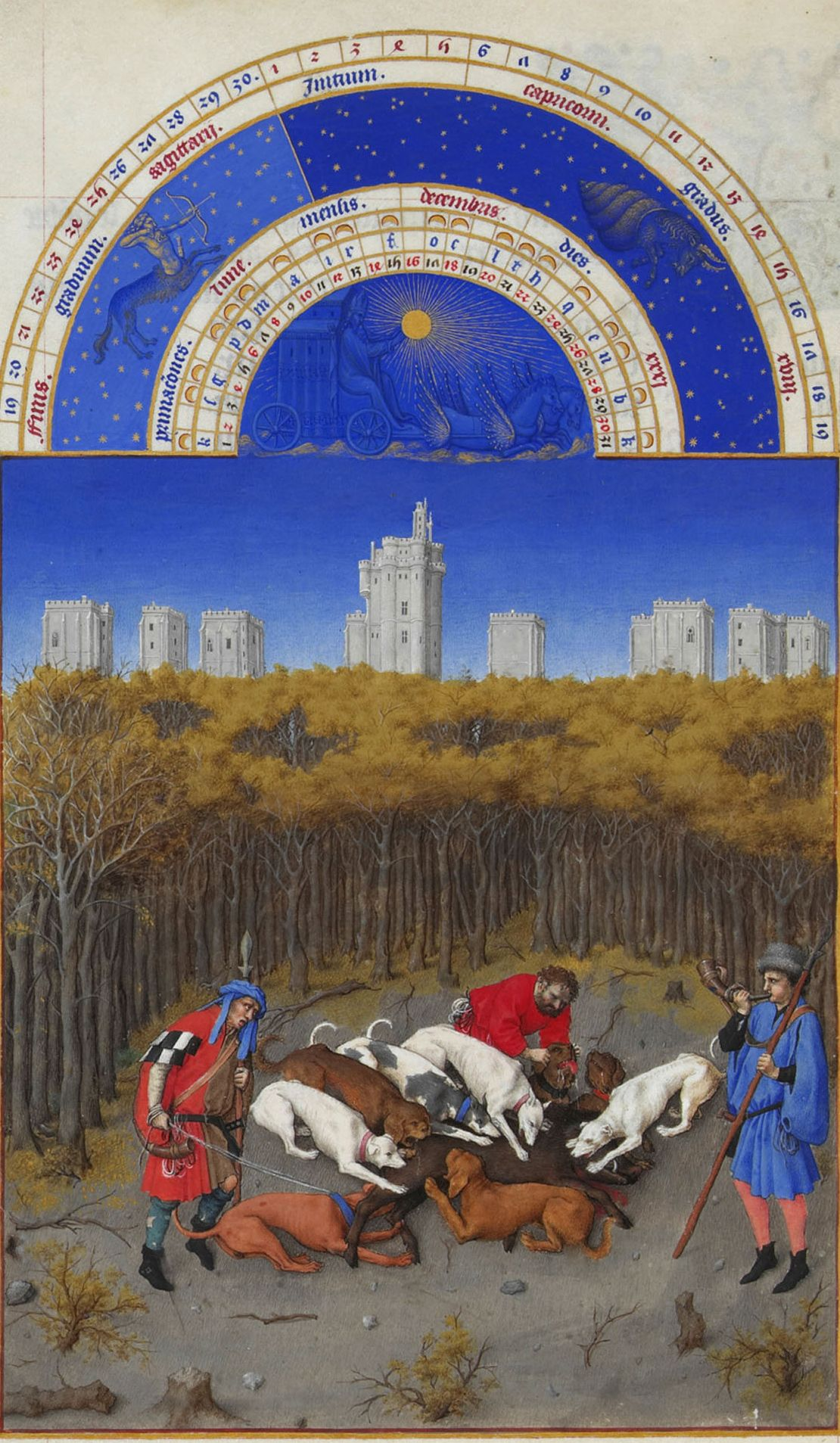
Der Monat Dezember

Der Kreis schließt sich. Die Türme im Hintergrund gehören zu Schloss Vincennes, in dem Jean de Berry am Vorabend des Dezember, am 30. November, rund einhundert Jahre zuvor geboren worden war. Zu dieser Zeit besaß das Schloss noch längst nicht die hier dargestellten Ausmaße. Der Donjon, gerade erst begonnen, bestand lediglich aus den Fundamenten. Die enorme rechteckige Anlage mit ihren neun Türmen entstand ab 1337 und im Wesentlichen zwischen 1364 und 1373 durch Charles V., den man zu seiner Zeit auch „sage artiste, savant architecteur“ („weiser Künstler, gebildeter Architekt“) nannte und das Schloss selbst „La demeure de plusieurs seigneurs, chevaliers et autres ses mieux aimées“ („Herberge des Adels, der Ritter und seiner besten Freunde“), gemäß der Formulierung seiner zeitgenössischen Biographin Christine de Pizan (ca. 1365–1430).
In der Folge verbrachte Charles Teile seiner Kunstsammlung, seiner Manuskripte und Schätze hierher. Die meisten der abgebildeten Türme wurden im Lauf der Jahrhunderte zerstört. Am besten erhalten blieben Eingang und Donjon. Jedoch erfolgen schon seit über zwei Jahrzehnten umfangreiche Restaurierungsarbeiten an der gesamten Anlage.
Die Wälder von Vincennes zogen immer wieder französische Könige an. Louis VII errichtete hier einen Jagdpavillon. Philippe Auguste erbaute ein Schlösschen, das von Ludwig dem Heiligen erweitert wurde, der – soweit überliefert – seine Gerichtstage gerne unter einer der dortigen Eichen abhielt; Bäume, die in den rotbraunen Farben eines vergehenden Herbstes abgebildet werden.
Der Dezember ist in den Kalenderblättern der Monat des Schweineschlachtens, hier genial umgedeutet von einer banalen Metzger- in eine Jagdszene (auch die Blätter an den Bäumen sind noch nicht abgefallen). Der mit langen Spießen von den Jägern zur Strecke gebrachte Keiler wird von den Hunden in Stücke gerissen. Ihre Wildheit wird mit bemerkenswertem Realismus dargestellt. Der Ausdruck, die Haltung der Pfoten, die Gier, die bloße Kraft, alles wird sorgfältig beobachtet und wiedergegeben. Es handelt sich um Jagdhunde, deren Rasse sich von Kennern eindeutig zuordnen lässt. Auch dieses Blatt gehört zu den lebendigsten in einem insgesamt bemerkenswerten Zyklus.
Die Jagd auf Wildschweine, Bären, Hirsche etc. war – mehr noch als die Falken- oder Greifenjagd – der Adelssport par excellence. Hier kam die Überlegenheit des physischen Muts, der Adelstugend schlechthin, deutlich zum Ausdruck. Umso erstaunlicher ist, dass auf diesem Blatt kein adliger, sondern nur bäuerliche oder bedienstete Jäger zu sehen sind.
Rechts bläst einer von ihnen auf seinem Horn das Halali. Die Jagd ist zu Ende – und auch das Jahr.

## Geschichte und Besitzer der Handschrift
Gelegentlich wird die Annahme geäußert, dass das noch unvollständige Manuskript beim Tod Jean de Berrys in den Besitz seiner Tochter Bonne überging und über deren Mann Amadeus VII. Graf von Savoyen sehr schnell an das Haus Savoyen und schließlich Amadeus’ direkten Nachkommen Karl I. gelangte. Dies scheitert indes an der Tatsache, dass Amadeus bereits 1391 an den Folgen eines Jagdunfalls verstorben und Bonne beim Tod ihres Vaters in zweiter Ehe mit Bernard VII. Graf von Armagnac verheiratet war. Im Nachlassinventar des Herzogs von Berry, das 1416 erstellt wurde, erscheint aber der entscheidende Hinweis, über den das Buch und seine Maler bereits im 19. Jahrhundert identifiziert werden konnten „Item, en une layette plusieurs cayers d’unes tres riches Heures, que faisoient Pol et ses freres, tres richement historiez et enluminez“ (Mehrere Lagen eines sehr reichen Stundenbuchs in einer Kiste, das von Paul und seinen Brüdern reich ausgestattet wurde (Anm. „historier“ bezieht sich dabei auf die Miniaturen, „enluminer“ auf die übrige Ausstattung des Buches)).
Auch die sehr viel wahrscheinlichere Vermutung, dass das Manuskript zwischenzeitlich durch die Bibliothek des Hauses Anjou ging, in dessen Besitz sich auch die Belles Heures des Herzogs befanden, konnte bislang nicht bestätigt werden. Jüngst nahm Nicole Reynaud an, dass Charlotte von Savoyen das Stundenbuch besessen und an Karl I. von Savoyen gegeben haben könnte.
Gesichert ist lediglich, dass Karl I. von Savoyen die dann vollendete Handschrift 1489 seinem Cousin Herzog Philibert II. (Philibert dem Schönen) vermachte, der sie bei seinem eigenen Tod 1504 seiner Witwe Margarete von Österreich hinterließ. Diese, zu jener Zeit Statthalterin der habsburgischen Niederlande, hatte eine Reihe von Manuskripten aus Savoyen zu sich nach Mechelen bringen lassen, darunter „une grande heur escripte à la main“ (ein großes handschriftliches Stundenbuch). Nach ihrem Tod im Jahr 1530 gelangte das Stundenbuch an Jean Ruffaut, der im Dienst ihres Neffen Kaiser Karl V. stand und zu einem ihrer Testamentsvollstrecker ernannt wurde. Danach verliert sich die Spur des Manuskripts für mehr als zwei Jahrhunderte.
Im 18. Jahrhundert fand es sich im Besitz der Spinola wieder, in rotes Saffianleder gebunden und mit deren Wappen versehen. Wie es zu dieser Genueser Familie gelangte, ist ungeklärt. Allerdings waren verschiedene Mitglieder der Familie im 17. Jahrhundert an militärischen Operationen in den Spanischen Niederlanden beteiligt, insbesondere Ambrosio. Es könnte sich also um eine Kriegsbeute gehandelt haben. Dagegen spricht wiederum, dass diese auf Seiten der Habsburger standen und also schlecht Habsburger Eigentum plündern konnten. Später gelangten die Très Riches Heures an die Markgrafen von Serra, die ihr Wappenschild noch oberhalb des Spinola-Wappens auf dem vorderen Einband anbringen ließen. Was mit dem Manuskript tatsächlich geschah: Erbschaft, Verkauf, Schenkung ist unbekannt. Lediglich die Besitzer(familien) konnten – nicht zuletzt dank der Wappen – identifiziert werden. Von Marqués Jérôme Serra erbte schließlich der in Turin lebende Baron Felix de Margherita die Handschrift.
1855 hörte Henri d’Orléans, duc d’Aumale, einer der bedeutendsten Kunstsammler seiner Zeit, anlässlich eines Italien-Aufenthalts von einem zum Verkauf stehenden mittelalterlichen Stundenbuch. Am Porträt Jean de Berrys auf dem Januar-Blatt, den Bären und Schwänen, den fleurs-de-lys konnte er sofort erkennen, für wen das Manuskript ursprünglich angefertigt worden war. Offen blieb allerdings die Frage, um welches der zahlreichen Stundenbücher aus dem Nachlass Berrys es sich handelte. Erst 1881 konnte es von Léopold Delisle eindeutig zugeordnet werden. Aumale hielt das Werk unter Verschluss und zeigte es nur wenigen auserwählten Gästen. Er vermachte seine umfangreiche Kunstsammlung 1897 dem Institut de France unter der Auflage, dass sie geschlossen erhalten bleiben müsse. Diese Verpflichtung wurde mit der Errichtung des Musée Condé in Aumales Schloss Chantilly bis heute erfüllt.

## Filme
- Augenschmaus. Das Stundenbuch des Herzogs von Berry. (OT: De l’art et du cochon. Les très riches heures du Duc de Berry.) Dokumentarfilm, Frankreich, 2015, 25:50 Min., Buch: Xavier Cucuel, Regie: Chantal Allès, Produktion: arte France, 2PL2, Productions Dix, Reihe: Augenschmaus (OT: De l’art et du cochon), Erstsendung: 12. Februar 2017 bei arte, Inhaltsangabe von arte, (Memento vom 19. Februar 2017 im Internet Archive)

- Ein Jahr im Mittelalter, gemalt im Stundenbuch des Herzogs von Berry. Dokumentarfilm, BR Deutschland, 1982, 43:30 Min., Buch und Regie: Rainer und Rose-Marie Hagen, Produktion: NDR, Reihe: Zeitenwende, Erstsendung: 1982 bei Nord 3, Filmdaten von KOBV.